# Parco regionale della Vena del Gesso Romagnola
Il parco regionale della Vena del Gesso Romagnola, situato nell'entroterra romagnolo tra Imola e Faenza, è un'area naturale protetta di oltre duemila ettari che si distingue nell'Appennino settentrionale come unica catena montuosa costituita quasi esclusivamente da gesso. Le particolarità e i motivi di interesse di questo territorio hanno portato, negli anni sessanta, all'idea di tutelare la zona, avviando studi per definire e circoscrivere l'area. Il parco fu istituito il 15 febbraio 2005 dalla Regione Emilia-Romagna.
Il territorio del parco si sovrappone quasi interamente con la zona speciale di conservazione e zona di protezione speciale Vena del Gesso Romagnola (IT4070011) ed è gestito dall'Ente di gestione per i Parchi e la Biodiversità - Romagna.

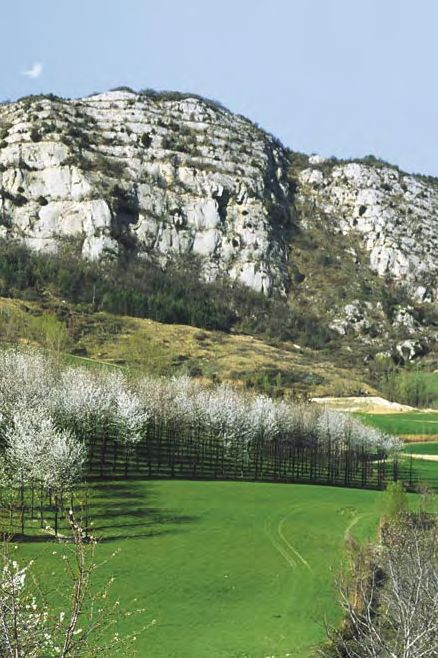
La valle cieca del Rio Stella nella Vena del Gesso Romagnola

La vena del gesso romagnola dal 19 settembre 2023 è riconosciuta Patrimonio dell'umanità dall'Unesco come parte del sito "Carsismo nelle evaporiti e grotte dell'Appennino settentrionale".

## Storia
La Vena del Gesso racchiude in sé particolari valori naturali che, nel corso dei secoli, a partire dal 1500, furono al centro dell'interesse scientifico di alcuni studiosi, come il bolognese Luigi Ferdinando Marsili (1658-1730) che lasciò memoria di alcune sue ricerche sui gessi e sullo zolfo delle miniere in Romagna.
Tra gli anni cinquanta del XIX secolo e il 1872 il geologo e paleontologo imolese Giuseppe Scarabelli programmò ed eseguì numerose campagne di esplorazione della grotta del Re Tiberio, per poi intraprendere alcuni importanti studi sulla geologia della Vena del Gesso: furono sue le prime ipotesi sulla formazione dei gessi entro bacini o stagni d'acqua dolce più o meno fra loro congiunti e in vicinanza del mare e l'appartenenza a un unico orizzonte stratigrafico dalla Romagna alla Sicilia. Attorno al 1860 effettuò per la prima volta in Italia uno scavo archeologico stratigrafico, sempre nella grotta del Re Tiberio, rinvenendo importanti reperti dai quali iniziarono studi sulla frequentazione delle grotte della Vena del Gesso.
Nel 1936 il naturalista forlivese Pietro Zangheri pubblica una ricerca sulla flora e vegetazione della fascia gessoso-calcarea del basso Appennino romagnolo. Qualche anno dopo si occupa della geologia della Vena del Gesso evidenziando, forse per primo, la necessità di tutelarne gli ambienti particolari.

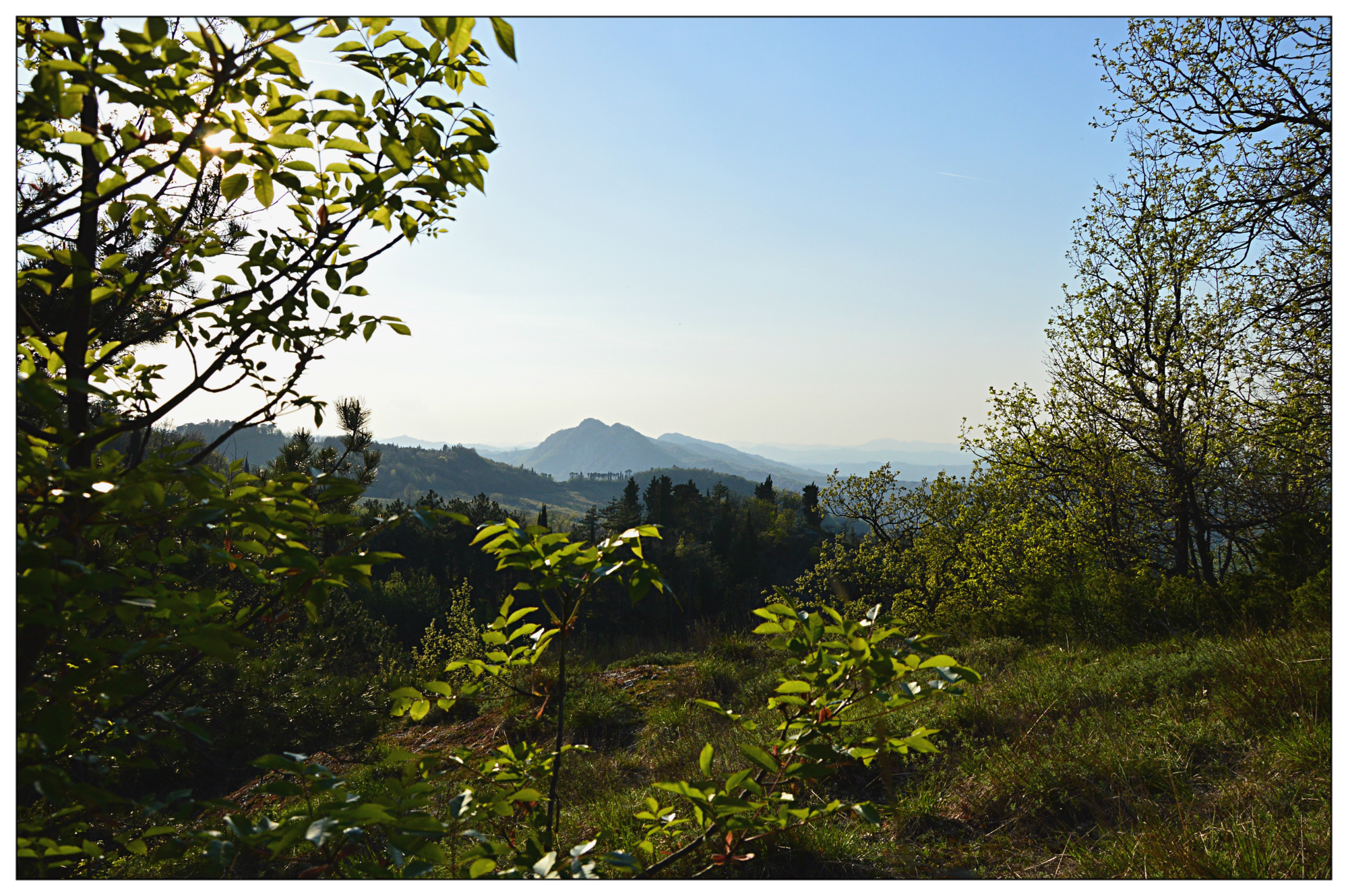
La Vena del Gesso vista dal Carnè; monte Mauro e monte Tondo sullo sfondo

Negli anni sessanta alcune associazioni culturali e naturalistiche iniziarono a presentare preoccupazioni per l'ambiente messo in pericolo dall'ampliarsi delle escavazioni nelle grosse cave di gesso, sollecitando la Provincia di Ravenna a prendere provvedimenti per la conservazione delle zone.
Nel 1967 la Camera di commercio locale elaborò un progetto per la loro tutela a seguito del quale il Ministero della pubblica istruzione, il 30 luglio 1974, emanò un decreto ("Dichiarazione di notevole interesse pubblico di una zona interessante i comuni di Riolo Terme, Casola Valsenio e Brisighella") col quale quasi tutta la zona gessosa compresa fra la frazione Crivellari ed il torrente Sintria veniva posta tra i beni ambientali sotto tutela, restando esclusa l'area di cava di Borgo Rivola. Dopo la Legge Regionale n.2 del 1977 ("Provvedimenti per la salvaguardia della flora regionale") le provincie interessate vennero invitate a raccogliere proposte e progetti per la costituzione del Parco Naturale Regionale della Vena del Gesso.
Nel 1980 un provvedimento del Consiglio Regionale stabilì che: "nella realizzazione del Parco della Vena dei Gesso dell'Appennino Romagnolo... vengano ritenute prioritarie le esigenze delle attività estrattive del gesso per le quali la zona è particolarmente vocata...", suscitando le proteste delle associazioni ambientaliste e protezionistiche e la regione assegnò alla Comunità Montana Faentina 140 milioni di lire da destinarsi ai primi interventi di realizzazione del parco. Nel 1982 venne discusso il documento sulle "Linee programmatiche per l'elaborazione del piano territoriale del Parco Regionale della Vena del Gesso", ma la proposta di parco non ebbe seguito.
Nel 1991 il piano territoriale paesistico regionale inseriva l'area della Vena tra quelle del “Piano regionale dei parchi”. Nel 1997 venne steso un progetto preliminare di Piano Territoriale per il Parco Regionale della Vena del Gesso Romagnola, promosso da tutti gli enti territoriali interessati con un alto livello di consenso fra le comunità locali, che impone dei limiti per l'escavazione del gesso nella cava di Borgo Rivola. Nel 2002 fu sottoscritto a Riolo Terme il Documento programmatico del Parco e con la Legge Regionale 21 febbraio 2005 n. 10, venne istituito il parco regionale della Vena del Gesso Romagnola.

### Progetti
Nella riunione del 24 gennaio 2018, il Consiglio direttivo della Commissione Nazionale Italiana per l'UNESCO, ha deciso di inserire nella lista propositiva italiana dei siti naturalistici per il Patrimonio Mondiale dell'UNESCO il sito "Grotte e carsismo evaporitico dell'Emilia-Romagna", facendo seguito alla candidatura proposta dalla Regione Emilia-Romagna e fortemente sostenuta dal Ministero dell'Ambiente.
Nel 2010 è stato avviato un progetto quinquennale ("Progetto Life Natura Gypsum 2010-2014") di recupero ambientale e riqualificazione del Parco che ha riguardato interventi di salvaguardia di aree carsiche (grotte, inghiottitoi, doline), degradate principalmente a causa dell'abbandono di rifiuti da parte dell'uomo.
Il 1º gennaio 2016 è partito, anche sul territorio del Parco della Vena del Gesso, il "Progetto Life Eremita", della durata di cinque anni, con l'obiettivo di assicurare le migliori condizioni per la conservazione delle popolazioni residuali di due specie di insetti saproxilici di prioritario interesse conservazionistico (Osmoderma eremita e Rosalia alpina) e di due specie di acque lentiche e lotiche (Graphoderus bilineatus e Coenagrion mercuriale), agendo sui fattori di minaccia di origine antropica.

### 2020, l'ipotesi di espansione della cava di Monte Tondo
Durante l'anno 2000 uno studio inerente all'ampliamento della cava su Monte Tondo, presso Borgo Rivola, affidato all’“Agenzia regionale per la protezione ambientale” (ARPA) e formalmente recepito nel PIAE e nel PAE (piani di attività estrattiva), stabiliva due vincoli: un quantitativo massimo di gesso estraibile ed un'area massima dove proseguire l’estrazione. Raggiunti questi limiti, (in particolare quello dell’area massima di estrazione del gesso) l’attività di estrazione del gesso doveva cessare.

Cava di estrazione del gesso di Monte Tondo

Nonostante questi accordi, nel 2020, la società che gestisce la cava (Saint-Gobain PPC Italia S.p.A.), ha richiesto un ulteriore ampliamento dell'area di estrazione del minerale con il rischio di andare a compromettere permanentemente ambienti sia ipogei che superficiali del Parco della Vena del Gesso.
Dopo tale richiesta, a fine anno 2020, la Regione Emilia-Romagna ha commissionato uno studio per la “Valutazione delle componenti ambientali, paesaggistiche e socioeconomiche in relazione al proseguimento dell’attività estrattiva del Polo Unico Regionale del gesso in località Monte Tondo, nei Comuni di Riolo Terme e Casola Valsenio”, affidandolo ad un raggruppamento temporaneo di Impresa.
Saranno gli Enti locali, in base ai risultati dello studio, a scegliere se assecondare o meno i piani di espansione proposti dalla
cava.

### 2023: Patrimonio dell'Umanità
Nel settembre 2023, la Vena del Gesso Romagnola è stata inserita nella lista dei siti dell'UNESCO durante la 45ª sessione del Comitato del Patrimonio Mondiale. Il sito, che ora beneficia di una protezione e valorizzazione rafforzate, comprende sette aree distribuite nelle province di Reggio Emilia, Bologna, Rimini e Ravenna, offrendo una significativa opportunità di promozione culturale e socioeconomica per i territori coinvolti 

## Territorio
Il territorio del parco si trova ad altitudini comprese fra 50 e 515 m s.l.m. ed ha una superficie complessiva di 60,63 km² di cui 20,41 km² di riserva, e 40,22 km² di area contigua.

### Le zone di tutela
Per la varietà degli ambienti, in seguito all'approvazione ed entrata in vigore del Piano del Parco, il territorio è suddiviso in quattro zone, classificate secondo il regime di tutela al quale sono sottoposte:
- "Zona A di riserva integrale": comprendono aree di eccezionale valore naturalistico, in cui l'antropizzazione è assente o di scarso rilievo e nelle quali l'ambiente naturale è conservato nella sua integrità; sono destinate alla salvaguardia ed al mantenimento degli equilibri biologici ed ambientali in atto, alla prevenzione ed all'eliminazione di eventuali fattori di disturbo endogeni ed esogeni. In linea di massima queste zone sono accessibili solamente per scopi scientifici e didattici e nella Vena del Gesso Romagnola hanno una superficie di 52 ettari
- "Zona B di protezione generale": è la zona nella quale le attività consentite sono finalizzate al miglioramento della complessità degli ecosistemi, al mantenimento di equilibri naturali e colturali, all'esaltazione ed alla conservazione degli elementi di forte caratterizzazione paesaggistica, storica, monumentale, ancorché non coerenti con le caratteristiche di naturalità peculiari della zona stessa. Nella zona B vengono conservate le caratteristiche naturali, nello stato più indisturbato possibile. La naturalità è mantenuta attraverso la mera protezione, l'intervento attivo dell'Ente ed il mantenimento dei soli usi didattici, educativi, divulgativi, ricreativi ed agro-silvo-pastorali tradizionali, compatibili con la conservazione delle caratteristiche di massima naturalità. È costituita da 749 ettari;
- "Zona C di protezione ambientale": dove è in genere più elevata la presenza di nuclei e centri abitati e si concentrano l’agricoltura e le altre attività significative, il grado di tutela è meno forte e il conseguimento di positivi risultati nella gestione del territorio è in una certa misura legato alla capacità del parco di diventare un partner affidabile e un sostegno per i produttori agricoli e gli altri operatori economici. Nel parco della Vena del Gesso ha una superficie di 1.240 ettari.
- "Zona D": corrispondente al territorio urbano e urbanizzabile e una "Area Contigua", con funzione di transizione e connessione rispetto al territorio del Parco stesso.

### Posizione
Il parco si sviluppa sulle colline romagnole tra Imola e Faenza a una decina di chilometri dalla linea di congiunzione con la pianura, attraversando le valli del Santerno, del Senio del Sintria fino da arrivare a quella del Lamone. Interessa sei comuni: Brisighella (1.824 ettari); Borgo Tossignano (1.526 ettari); Casalfiumanese (255 ettari); Casola Valsenio (981 ettari); Fontanelice (440 ettari) e Riolo Terme (1.001 ettari).

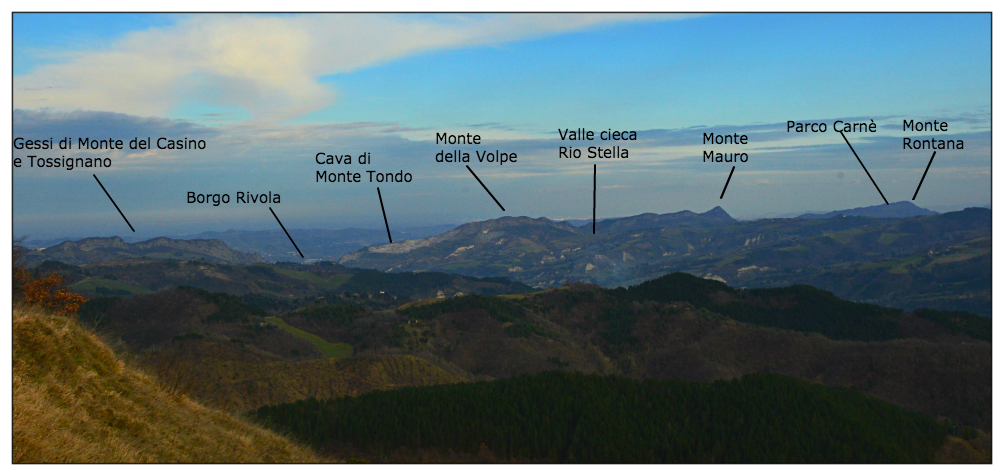
Panoramica della parte orientale della Vena del gesso romagnola vista da Monte Battaglia.

### Geologia

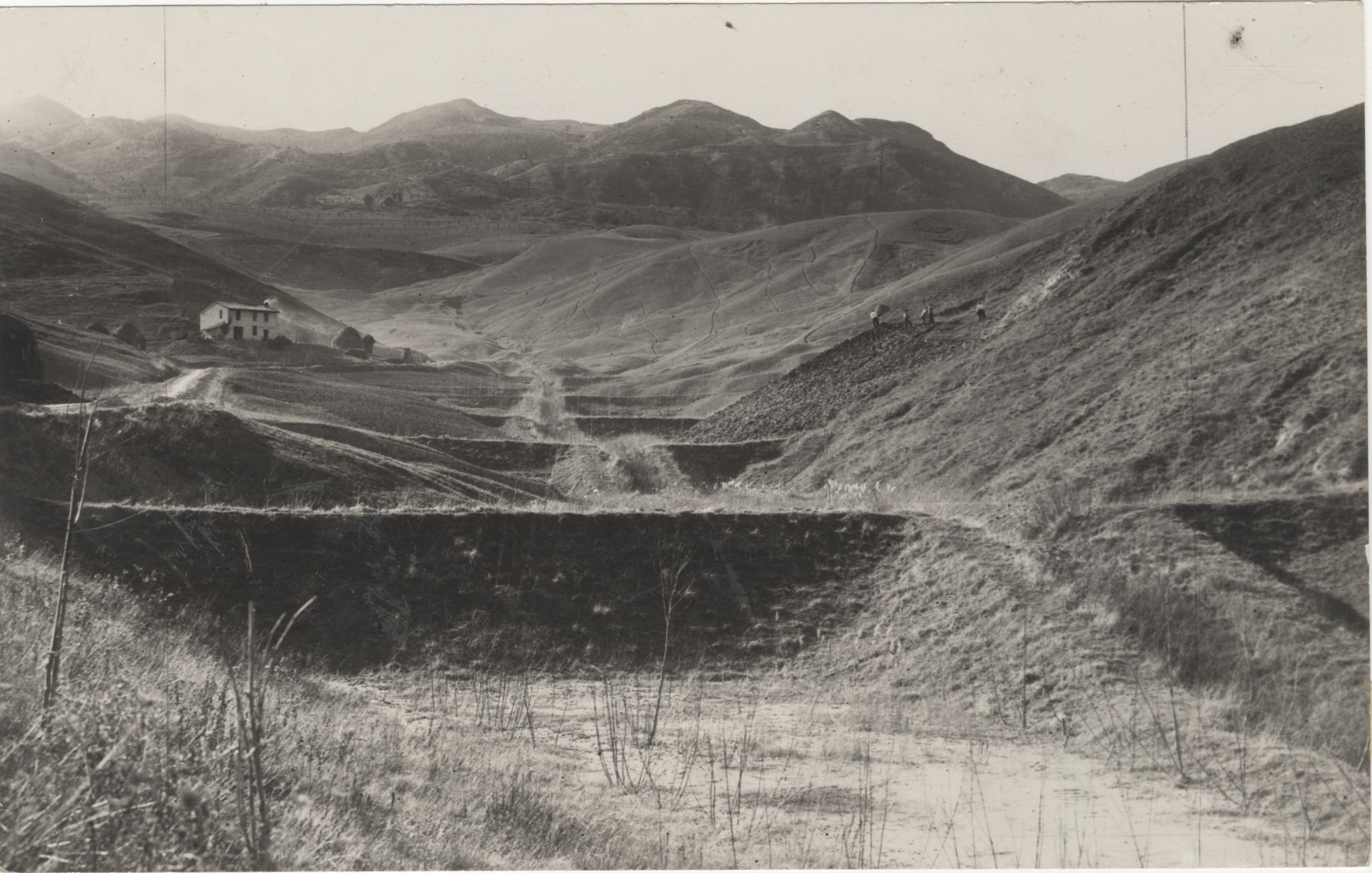
Lavori di sistemazione dei calanchi di Brisighella nel 1952

L'emergenza di maggiore rilievo del parco, intorno alla quale si è andato costruendo il progetto di tutela, è costituita dagli affioramenti dei gessi messiniani, che appartengono alla formazione geologica nota come Formazione gessoso-solfifera.

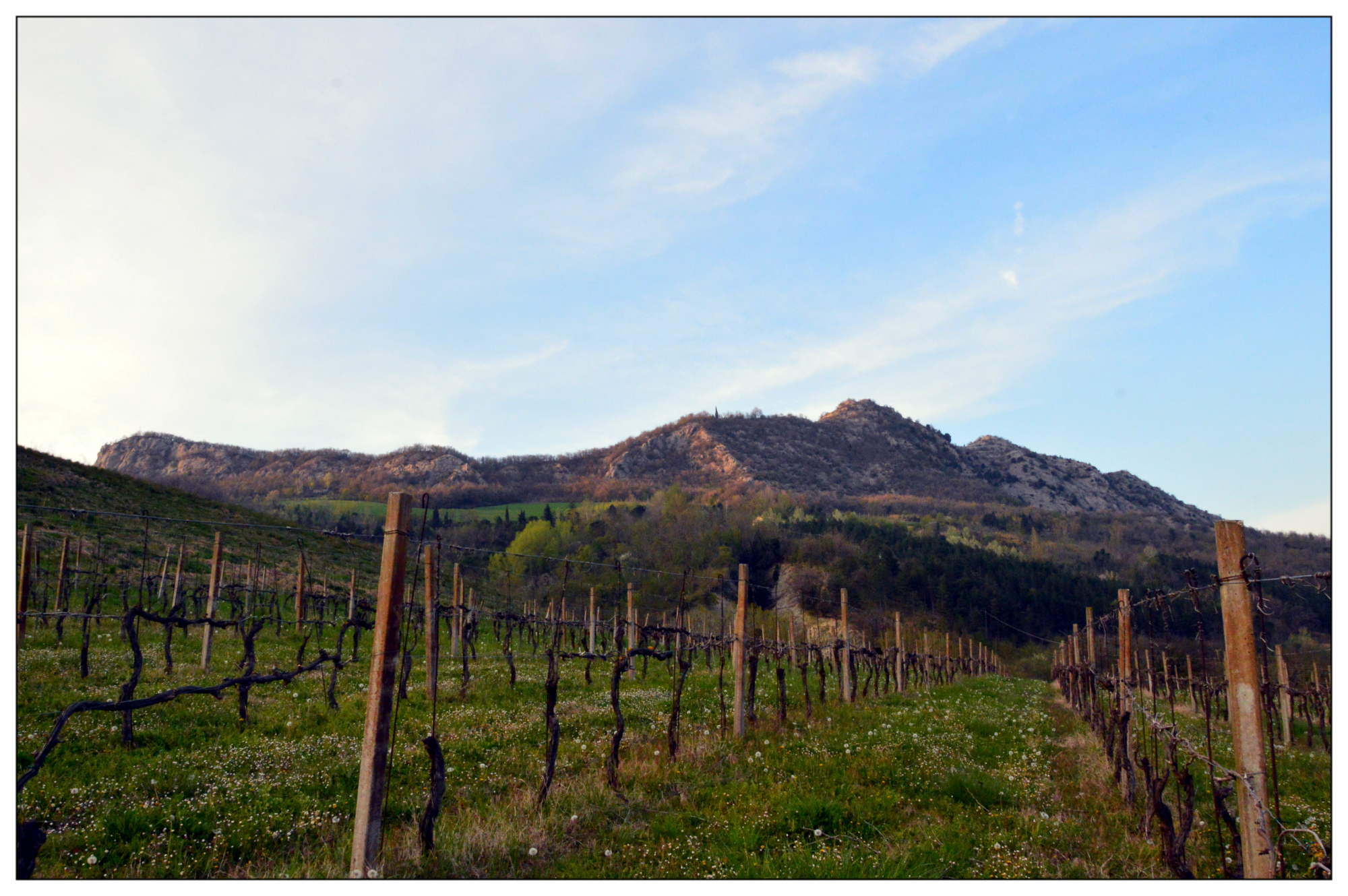
Bastione gessoso di Monte Mauro e Monte della Volpe visto da Zattaglia.

Incastonata tra la più antica formazione marnoso-arenacea a sud-ovest e la più recente formazione argille azzurre (calanchi) a nord-est, la Vena del Gesso Romagnola è l'unica formazione geologica interamente gessosa che esista in Europa.
Il gesso è presente nelle rocce sedimentarie con continuità da Bologna a Pesaro ed emerge con imponenza nella Vena del Gesso per costituire un bastione naturale lungo circa 25 km, con una larghezza media di un chilometro e mezzo.
L'area interessata dal Parco ha un'origine che risale a circa 6 milioni di anni fa. Durante l'età geologica nota come Messiniano, si verificò un ciclico abbassamento del livello del Mar Mediterraneo, a seguito della chiusura dello stretto di Gibilterra. L'assenza di comunicazioni con il mare aperto provocò un fenomeno di ipersalinità e la tendenza al prosciugamento, così da formare pozze salmastre dove si andavano a depositare grosse quantità di sali, principalmente gesso e cloruri. Questo fenomeno, noto come crisi di salinità del Messiniano, si verificò più di 15 volte, infatti la Vena è formata da quindici banchi gessosi, separati tra loro da sottili strati di argille.
Nel Quaternario si verificò un sollevamento del fondo marino che, in seguito a movimenti tettonici, portò all'esposizione e la parziale erosione dei depositi messiniani, che oggi affiorano in modo discontinuo lungo quasi tutta la catena appenninica.
Il territorio, ricco di doline, calanchi, altopiani, valli cieche e rupi rocciose, presenta numerosi punti in cui si verificano eruzioni di getti di vapore. Ci sono poi affioramenti di gas endogeni profondi, giacenti fino a 40 metri nel sottosuolo. Nelle grotte sono presenti le pisoliti, rare concrezioni di calcite. Non mancano le fonti d'acqua termale, la più nota delle quali è quella lungo via Rio Ferrato, poco distante dal fiume Senio. È un'acqua iper salina che contiene idrogeno solforato.

## Flora
La Vena del Gesso si sviluppa lungo la linea est-ovest e per questo gode di un microclima particolare: il versante esposto a sud presenta un ambiente più arido e luminoso, con un clima sub-mediterraneo; su questo lato le rupi di gesso riflettono la luce solare causando un lieve aumento delle temperature che permette a specie tipicamente mediterranee di vegetare ad altitudini superiori ai 500 metri s.l.m. (la punta massima è il Monte Mauro, 515 metri). È più fresco e verde il versante esposto a nord dove, grazie ad un clima continentale, sono presenti ampi boschi e castagneti.

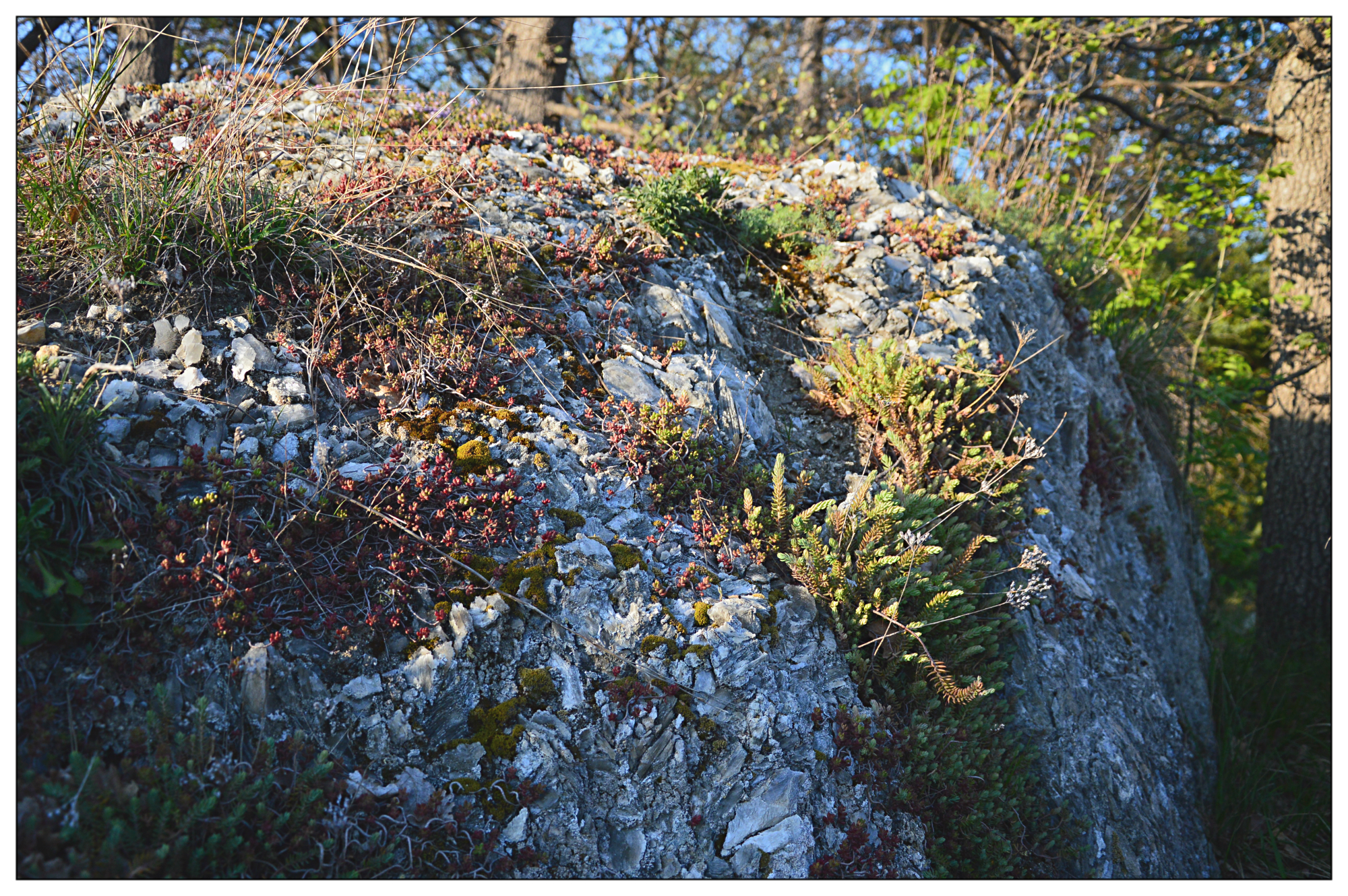
Flora rupicola

### I popolamenti rupicoli
La flora lungo le rupi di roccia compatta si caratterizza per la natura spiccatamente arida del gesso: questo ha ben scarse capacità di assorbimento e ritenzione delle precipitazioni idriche. Troviamo in questi ambienti flora e vegetazione tipicamente xerofila con tutti i conseguenti accorgimenti funzionali e adattamenti morfologici. Spiccano, oltre a vari muschi, specie che riescono a penetrare con potenti apparati radicali in qualche fessura che incrina la roccia come Artemisia alba, Helichrysum italicum, Galium lucidum subsp. corrudifolium, Thymus striatus, Helianthemum apenninum, Stachys recta. Più tipiche di questi ambienti rupestri sono Teucrium flavum, Campanula sibirica, Erysimum sylvestre, Dianthus caryophyllus e poi ancora Centaurea margaritacea, Onosma echioides e Saxifraga tridactylites; sono poi abbondantemente presenti varie felci come la felce rugginosa (Ceterach officinarum), il polipodio meridionale (Polypodium cambricum) e l'asplenio (Asplenium trichomanes); sono inoltre presenti Sedum telephium, Aegilops neglecta, Brachypodium distachyon, Bupleurum odontites e varie Caryophyllaceae.
La specie botanica più rara in assoluto è Cheilanthes persica, rara felce attestata in Italia solo a Monte Mauro, estremo margine occidentale del suo areale, altrimenti spaziante dai Balcani all'Iran, sino al Kashmir indiano.

### La gariga
Dove le rupi gessose cominciano ad abbassarsi, alternandosi con strati di argille o ghiaia, e gli accumuli di roccia e sedimenti organici si fanno via via sempre maggiori, la formazione vegetale che tende ad affermarsi è la gariga. In questo ambiente meno selettivo rispetto alle aride rupi gessose troviamo, oltre a varie specie già citate nei popolamenti rupicoli, anche grandi graminacee dai forti apparati radicali come il forasacco (Bromus erectus), l'erba mazzolina (Dactylis glomerata), il paleo comune (Brachypodium pinnatum) e le più caratteristiche Melica ciliata, Bothriochloa ischaemum, Andropogon gryllus e Diplachne serotina. 

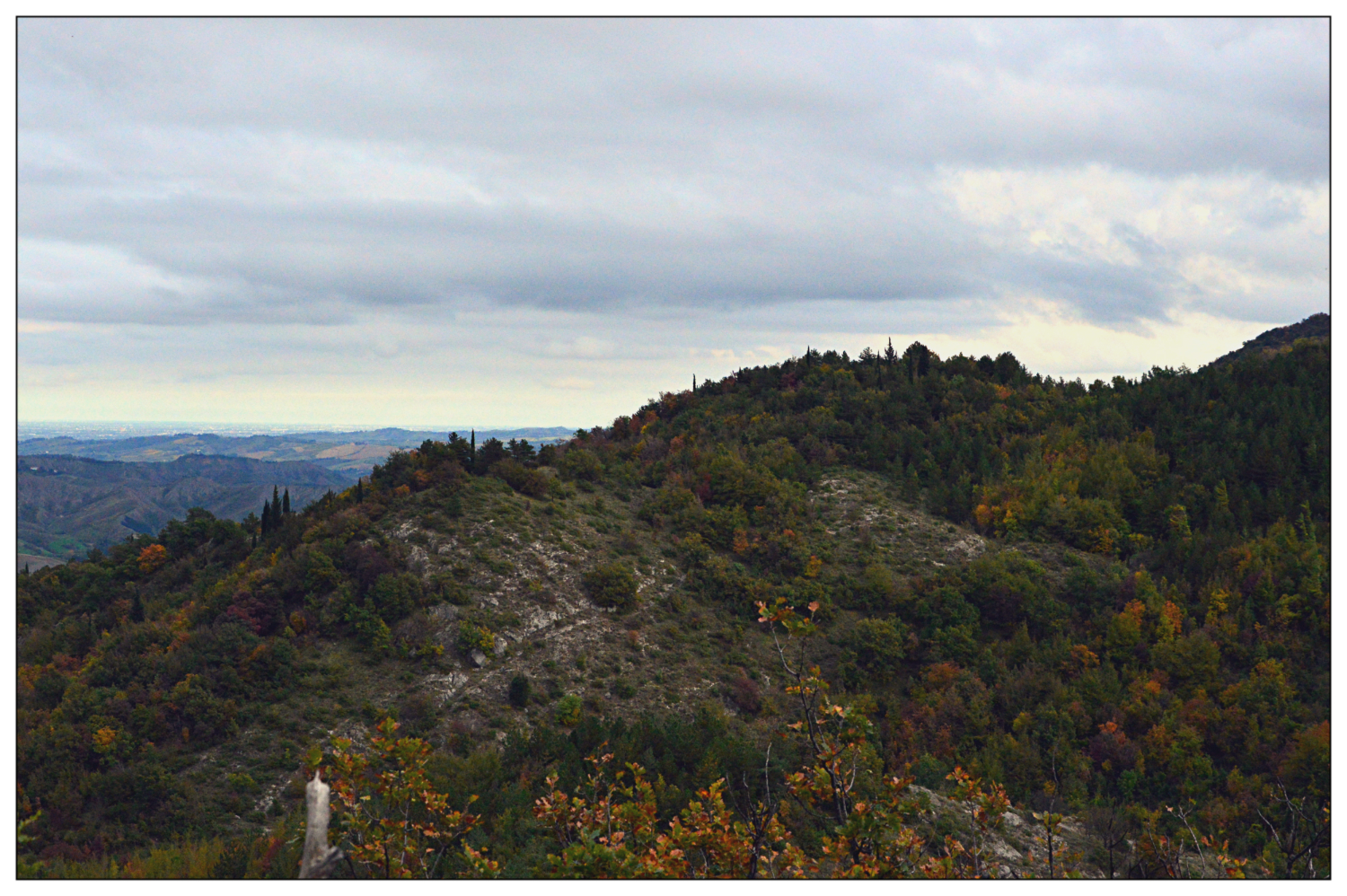
Vegetazione su rupi gessose e in gariga presso Monte mauro

Nella gariga cominciano ad essere presenti specie, arbustive o arboree, caratteristiche della macchia mediterranea come il leccio (Quercus ilex), la fillirea (Phyllirea latifolia), l'alaterno (Rhamnus alaternus), il cisto a foglie di salvia (Cistus salvifolius) e Pistacia terebinthus. 
Di significativa importanza è la presenza di zone a lavanda (Lavandula latifolia), come anche di grandi macchie a ginestra odorosa (Spartium junceum) e di asparago selvatico (Asparagus acutifolius). Non mancano poi alcune specie tipiche dei boschi come il ginepro comune (Juniperus communis), il ginepro rosso (Juniperus oxycedrus), qualche querciolo (Quercus pubescens), orniello (Fraxinus ornus) e qualche carpino nero (Ostrya carpinifolia).

### I boschi
Da sempre gli alberi della Vena del Gesso sono serviti alle attività dell'uomo: da principale fonte di combustibile fino all'uso del legno per attrezzi, i boschi hanno subito innumerevoli mutamenti nel tempo, come dimostrano alcune doline ancora disboscate per fare spazio a coltivazioni. Alcune fotografie degli anni venti mostrano Monte Mauro completamente privo di vegetazione arborea, segno inequivocabile dello sfruttamento di queste aree da parte degli abitanti della zona.
Oggi, grazie all'istituzione del Parco Regionale della Vena del Gesso, questi ambienti sono protetti e molte aree si sono di nuovo ricoperte di boschi, diventando gli ambienti floristicamente più ricchi della Vena.

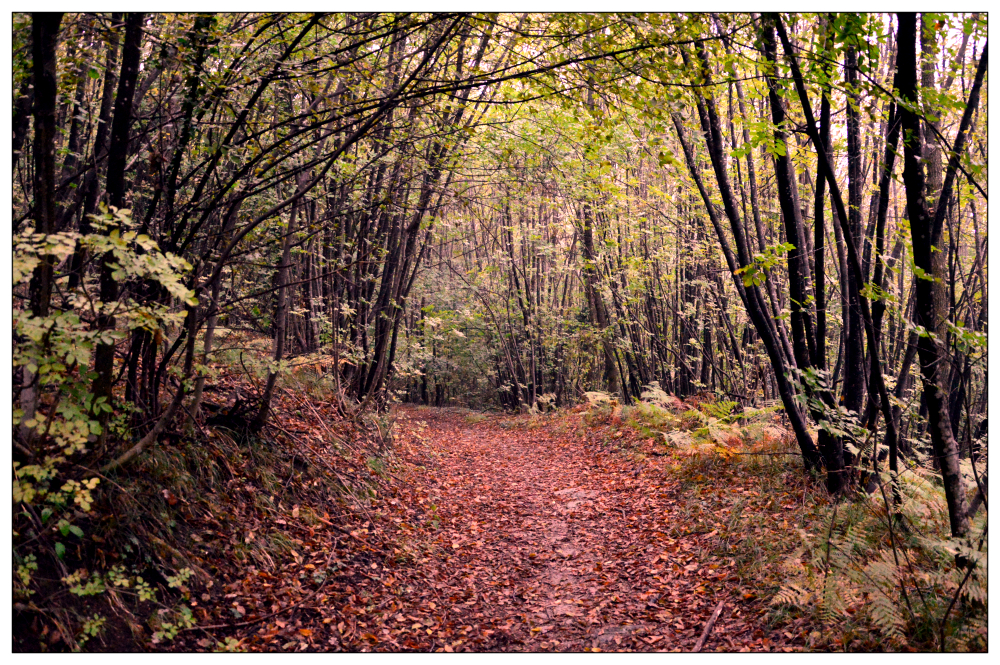
Il Cammino di Sant'Antonio passa da Monte Mauro fra caratteristici carpini, ornielli e felci

Nelle zone più fresche, come sul fondo delle doline, dominano il carpino nero, l'orniello e la roverella. Troviamo poi il carpino bianco (Carpinus betulus), il civardello (Sorbus torminalis) e il nocciolo (Corylus avellana); tra le specie erbacee geofite vi sono Lilium croceum, Symphytum tuberosum, Anemone hepatica, Anemone nemorosa, Erythronium dens-canis, il suggestivo bucaneve (Galanthus nivalis), la diffusissima primula (Primula acaulis) ed il ciclamino napoletano (Cyclamen hederifolium).
Abbondanti nel sottobosco sono alcune specie tipicamente pratensi come Anemone hortensis, Dorycnium hirsutum, Teucrium chamaedrys. Tra i cespugli abbiamo il biancospino (Crataegus monogyna), Pistacia terebinthus, la lonicera a legno d'osso (Lonicera xylosteum) e, tra le liane, la comunissima Clematis vitalba, la profumata Lonicera caprifolium ed il caprifoglio.
Importantissima è la presenza della stupenda e rarissima Staphylea pinnata, il borsolo.

### Le praterie
Fra gli ambienti meno rappresentativi del parco troviamo le praterie; ambienti "secondari" ottenuti dall'uomo mediante il disboscamento, principalmente delle doline.
Nei grandi prati del parco, usati negli anni passati soprattutto come pascoli, troviamo, oltre a molte specie arbustive od arboree colonizzatrici, Brachypodium pinnatum, Bromus erectus, Dactylis glomerata, Festuca duriuscula, Achillea millefolium e molte altre ancora.

## Fauna
Le considerazioni svolte relativamente alla flora sono in gran parte estendibili anche alla fauna: la diversità di microclima e la ricchezza di habitat determinano la presenza di una fauna abbondante e differenziata (248 specie di vertebrati).

### Anfibi
Tra gli anfibi era segnalato fino agli anni '80 l'ululone appenninico, non più confermato in anni recenti. Tra le altre specie, sono da segnalare la rana italica e la salamandra pezzata, caratteristiche di habitat montani più elevati e presenti nelle forre esposte a nord, e il geotritone italico, legato alla presenza delle numerose grotte.

### Rettili
Tra i rettili sono presenti alcune specie tipicamente mediterranee, tra cui, in particolare, il colubro di Riccioli, presente sulle rupi esposte a sud, e il geco comune, diffuso soprattutto nel centro storico di Brisighella.

### Uccelli
Moltissime le specie di uccelli presenti, anche durante le migrazioni e in periodo invernale. Tra le specie nidificanti sono particolarmente rilevanti i rapaci, con 14 specie, 8 diurni e 6 notturni. Tra i primi, da evidenziare albanella minore, pecchiaiolo, biancone, falco pellegrino; tra i secondi, il rarissimo gufo reale. Altre interessanti specie di uccelli sono legate agli arbusteti mediterranei delle garighe rupicole esposte a sud, come occhiocotto, sterpazzolina di Moltoni e, soprattutto, la rara magnanina o alle rupi, come rondone maggiore, rondine montana e codirosso spazzacamino; non è più segnalato dagli inizi del XXI secolo il passero solitario. Inoltre, sono presenti altre specie rare, legate agli habitat caldi e aridi, sia sulla Vena del Gesso che nei calanchi a valle, come succiacapre, calandro, averla piccola.

### Mammiferi
Tra i mammiferi, l'ordine più caratteristico della Vena del Gesso, in virtù delle numerose cavità sotterranee, sono i chirotteri, con ben 20 specie note. Molte altre specie sono presenti, tra cui lupo (sulla Vena del Gesso ci sono 3-4 branchi, osservati tramite avvistamenti diretti e foto-trappole, ognuno dei quali composto mediamente da 4 o 5 individui), gatto selvatico, volpe, tasso, faina, cervo nobile, capriolo, cinghiale, istrice, moscardino.

#### Chirotteri

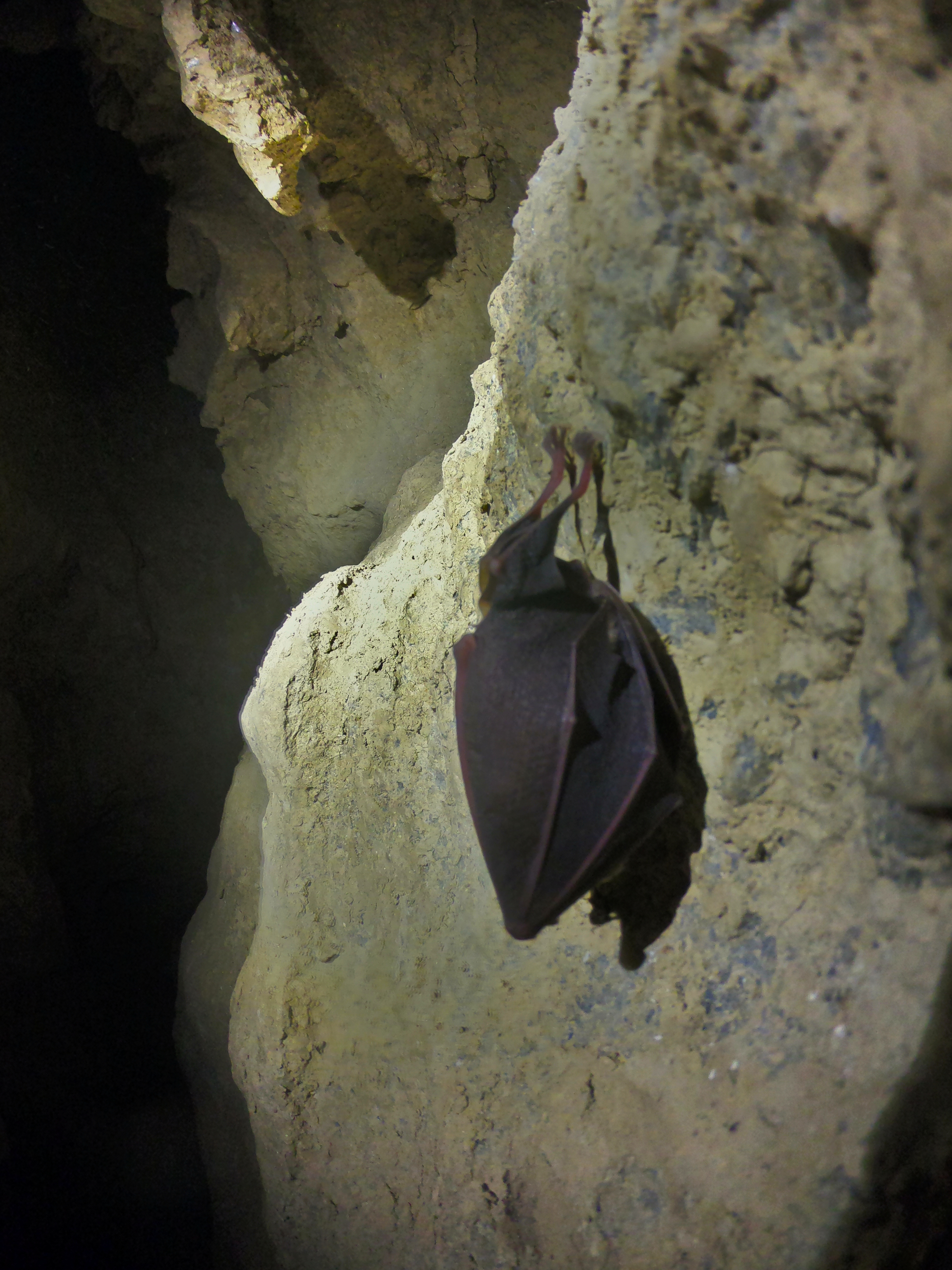
Ferro di cavallo minore in stato di ibernazione all'interno di una grotta della Vena del Gesso.

Le grotte della Vena ospitano alcune tra le più importanti colonie di pipistrelli d'Italia e d'Europa. Le specie più interessanti nella Vena del Gesso sono: il più diffuso ferro di cavallo maggiore (Rhinolophus ferrumequinum), presente nella maggior parte delle grotte della Vena; ferro di cavallo minore (Rhinolophus hipposideros), meno comune, ma comunque presente in esemplari isolati in varie grotte; ferro di cavallo euriale (Rhinolophus euryale), con due importantissime colonie riproduttive; miniottero (Miniopterus schreibersi) presente con una delle più grandio colonie invernali note in Europa; vespertilio maggiore (Myotis myotis) e vespertilio di Blyth (Myotis blythii), molto più rari dei precedenti; orecchione meridionale (Plecotus auritus), osservato solo in una cavità e più frequente nei boschi; da segnalare, infine, la presenza in alcune grotte del vespertilio di Natterer (Myotis nattereri) e la recente segnalazione del barbastello (Barbastella barbastellus) e del vespertilio di Bechstein (Myotis bechsteini), anch'essi legato soprattutto ai boschi.

### Insetti
Numerosissime le specie di insetti, tra cui molte rare ed estremamente localizzate. Di particolare importanza la libellula azzurrina di Mercurio (Coenagrion mercuriale ), presente in alcuni rii di risorgenza con acque fresche e limpide, che scorrono nelle praterie aperte dei calanchi; lo scarabeo eremita (Osmoderma eremita), che vive nelle cavità degli alberi vivi, ma con legno marcescente e rosura; il cerambice della quercia (Cerambyx cerdo), legato ai boschi di roverella; la farfalla licena azzurra del timo (Maculinea arion), che si trova nella gariga mediterranea; la falena dell’edera (Euplagia quadripunctaria), presente negli habitat freschi e ombreggiati delle forre; la mantide diavoletto (Empusa pennata), anch'essa legata agli ambienti caldi e aridi delle rupi. Tra le specie tipicamente legate agli ambienti carsici, troviamo la cavalletta cavernicola Dolichopoda laetitiae. Nel 2016 nel territorio del parco sono state segnalate molte specie insolite o mai osservate in Emilia-Romagna, come l'ortottero tettigonide Saga pedo, protetto dalla direttiva habitat CEE, o l'acridide Oedipoda miniata, del tutto nuova per l'Italia peninsulare.

### Altri invertebrati
Tra le altre specie di invertebrati, sono da segnalare il diafano gamberetto Nyphargus, che vive nei torrenti sotterranei, oltre ad alcune minuscole specie endemiche esclusive delle grotte della Vena del Gesso, si tratta degli acari Ramusella caporiacci e Medioppis melisi e del collembolo Deuteraphorura sp., rinvenuto in due cavità nei Gessi di Rontana e di Brisighella, in pochi esemplari raccolti sul guano dei pipistrelli; costituisce una specie nuova per la scienza, lunga circa 1 mm, endemica, per quanto si sa ora, dell’area della Vena del Gesso.

## Ritrovamenti paleontologici

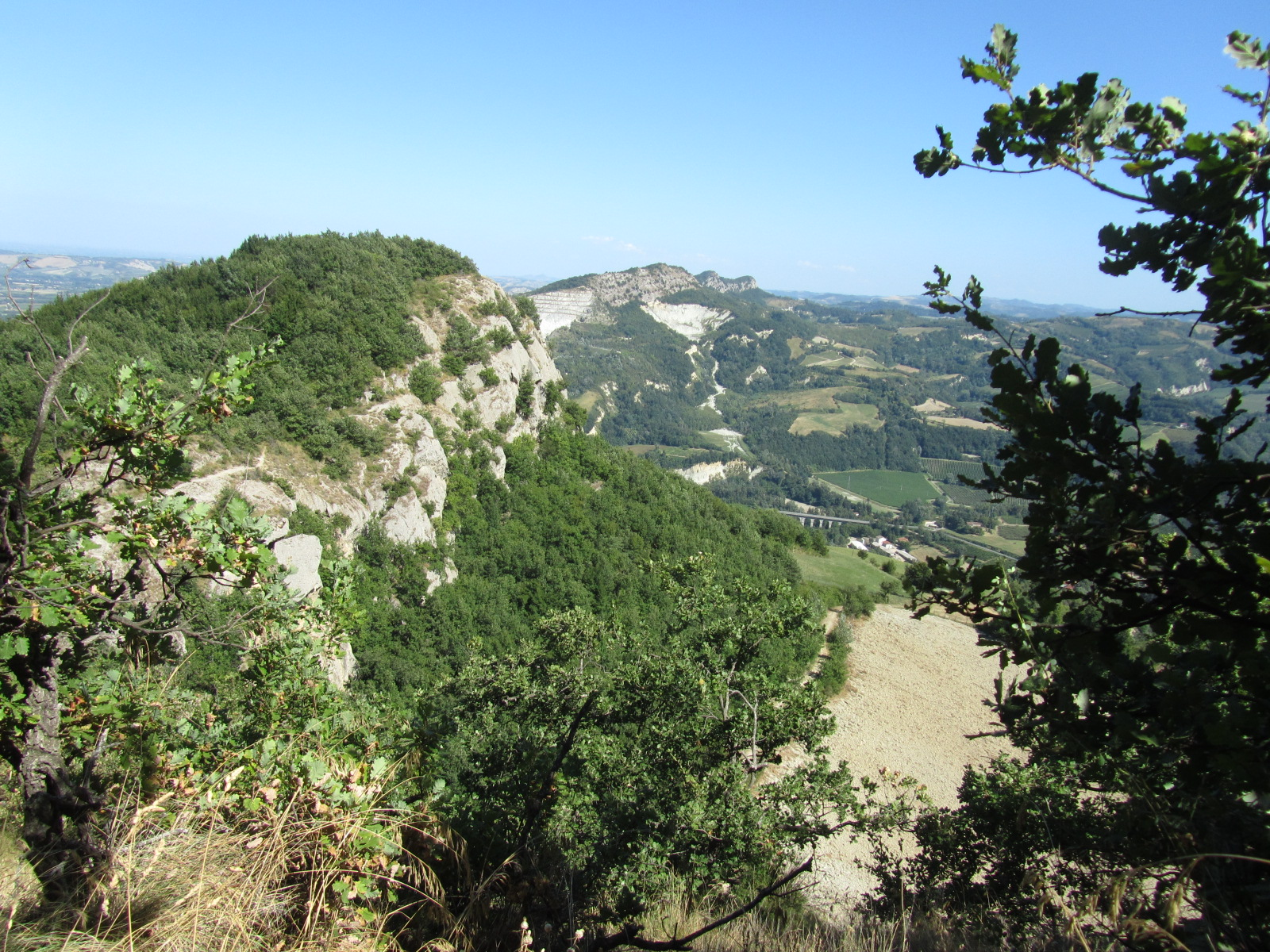
Vista della Vena del Gesso da Ca' Siepe

Alcune decine di migliaia di anni fa, nel pleistocene superiore, il paesaggio della Vena del Gesso risultava sicuramente meno accidentato di quello attuale: l'erosione del gesso era appena iniziata ed il clima più fresco; questo favoriva la crescita di radi boschi di Pino silvestre in ambienti più aperti dove potevano pascolare grossi erbivori.
In alcune grotte della Vena del Gesso sono stati rinvenuti fossili di antichi animali:
nella grotta Rosa-Saviotti venne rinvenuto un metacarpo lacunoso privo della porzione distale, riferibile a Bison priscus.
Dalla grotta Leoncavallo proviene un radio destro privo dell'epifisi distale attribuibile a Bos primigenius.
Nell'agosto del 1995 il Gruppo Speleologico Faentino, durante alcuni lavori di disostruzione di un rametto laterale della grotta Risorgente del Rio Cavinale, portò alla luce alcuni interessanti fossili riferibili a Ursus spelaeus: un canino superiore destro, un I o II incisivo superiore, un III incisivo superiore destro e una I falange, determinati dal dott. L. Rook, paleontologo dell'università di Firenze. Questi reperti di orso delle caverne sono gli unici rinvenuti nella regione Emilia-Romagna, oggi conservati a Faenza nel Museo Civico di Scienze Naturali Malmerendi.
Nel 1985 all'interno della ex cava del Monticino, Antonio Benericetti, studioso locale di fossili e minerali, perlustrando alcune strane fessure riempite di argille nei banconi di lavorazione della cava, individua la presenza di numerosi resti ossei fossilizzati. Le fessure o tasche, rivelatesi paleo cavità carsiche, contenevano e conservavano infatti come una sorta di trappole i resti di una numerosa fauna facendo del sito un giacimento paleontologico di straordinaria ricchezza. Il ritrovamento più interessante fu la scoperta dei fossili di faune e flore marine e, soprattutto, continentali risalenti a circa 5 milioni e mezzo di anni fa, di cui 5 specie fino ad allora sconosciute per la scienza.

## Aspetti archeologici e presenza umana
In molte delle oltre 200 cavità attualmente scoperte nella Vena del gesso sono da sempre stati notati segni e tracce che rimandano ad una diffusa presenza e frequentazione umana. Nella maggior parte dei casi piccoli aggiustamenti, tacche o vaschette, la cui realizzazione è resa possibile dalla facilità di lavorare il gesso con poca fatica, attraverso l'utilizzo di attrezzi di diversa natura: scalpelli, picconi accette o piccole vanghe. La difficoltà nel determinare l'antichità di questi segni, nonché la loro funzione, ha da sempre reso difficile stabilire il tipo di frequentazione e la destinazione d'uso di molte grotte in periodo antico o pre-moderno. Nel tempo sono prevalse quindi due principali modalità di frequentazione ipotizzate: da un lato una a scopo cultuale con l'idea di un rapporto sacrale dell'uomo antico tout-court con il sottosuolo, dall'altro lato una serie di piccoli scavi o tracce sono state per molto tempo interpretate come lavori recenti, legati ad un orizzonte economico di tipo agro-pastorale, ricoveri per animali o annessi agricoli. Per molti anni tutte le tracce umane ritrovate nelle grotte della zona si sono legate a queste due ipotesi interpretative che tracciavano un'immagine del territorio interessato dall'emergenza gessosa come luogo da sempre frequentato ed economicamente marginale.
Tra il 1934 e il 1935 Giovanni Mornig e Antonio Corbara effettuarono alcuni scavi nel salone preistorico della grotta Tanaccia riportando alla luce reperti di estremo interesse archeologico; nuove ricerche nel vano anteriore della grotta e in parte in un ambiente più interno sono state effettuate nel 1955 da Renato Scarani. Durante questi scavi vennero alla luce strati con reperti dell'età del ferro e, a circa 4 metri di profondità, materiali riferibili prevalentemente dall'Eneolitico fino al Bronzo antico ed oltre.
Nel 1992 il Gruppo Speleologico Faentino rinveniva in un ambiente interno della grotta Ricciardi, sita a Monte Mauro, un coperchio-scodella riferibile per la sua tipologia alla seconda età del ferro.
Nel dicembre del 1996, sempre in una grotta a Monte Mauro, durante operazioni di recupero di alcune carcasse di un cinghiale e un istrice cadutivi accidentalmente, venne rinvenuta un'olletta-bicchiere a corpo ovoide con piccole prese a sporgenza sotto l'orlo, che emergeva dal terriccio. La tipologia è simile a quella di alcuni vasetti simbolici miniaturizzati trovati nella grotta del Re Tiberio (circa 800), a differenza delle dimensioni: quest'ultimo ritrovamento è notevolmente più grande.

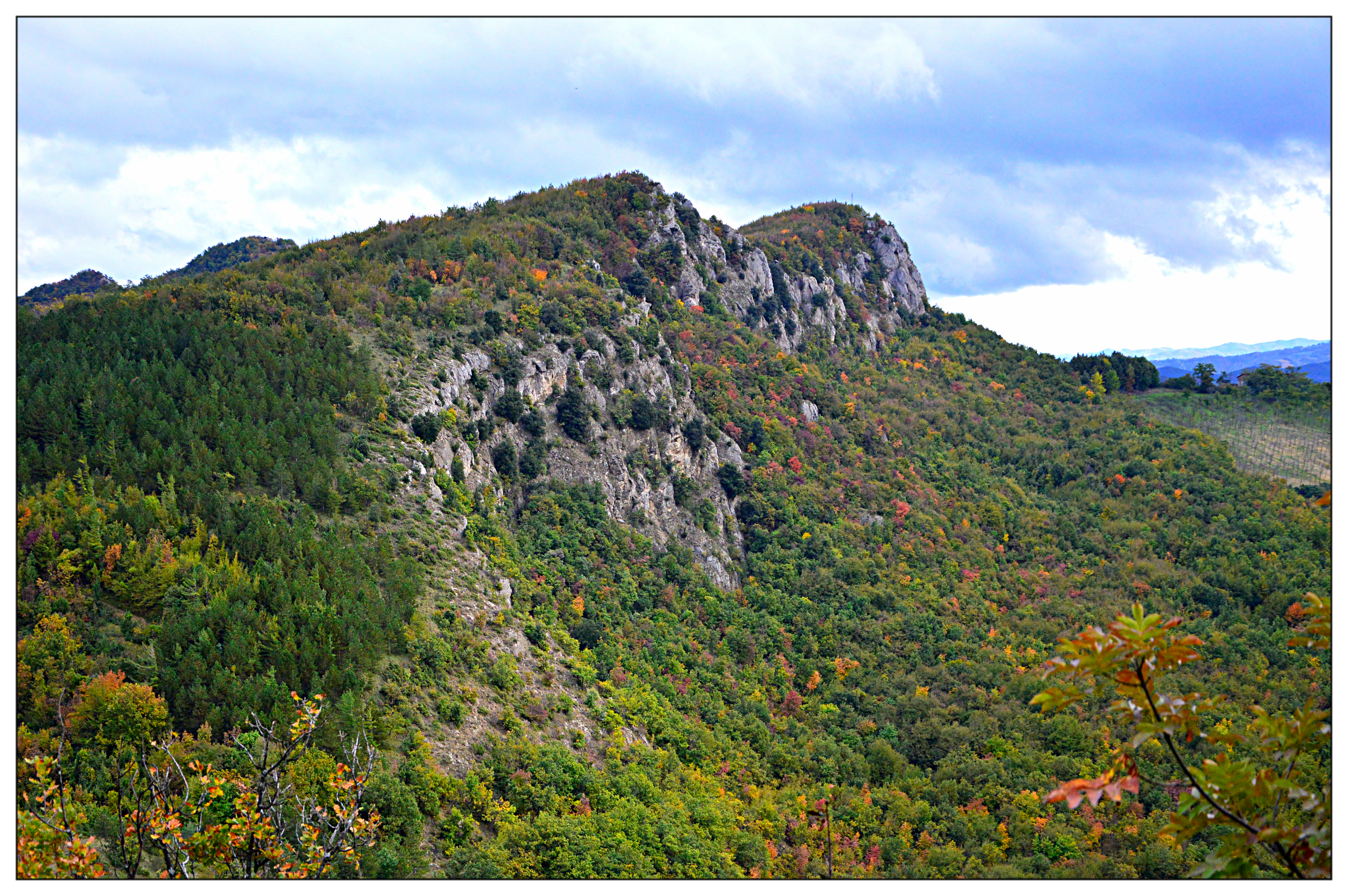
Vista panoramica da Monte della Volpe verso l'affioramento dei gessi di Monte Mauro

Nel 2000 venne scoperto il sito relativo alla grotta della lucerna presso Monte Mauro. Questa grotta quasi-naturale, presentava infatti una tale densità di tracce e lavorazioni da rendere evidente subito una frequentazione protrattasi nel tempo, nonché un notevole impegno organizzativo e logistico necessario per portare avanti tali lavori. Lo studio per l'interpretazione del sito ha prodotto negli anni diverse ipotesi, senza però approdare ad una spiegazione definitiva fino al 2011, quando una ricerca portata avanti dall'antropologo Andrea Benassi in associazione con la Società Speleologica Saknussem di Casola Valsenio ha prodotto l'ipotesi che la grotta fosse una miniera romana di Lapis Specularis, ovvero di gesso secondario trasparente, utilizzato in periodo imperiale principalmente per la creazione di tamponatura nelle finestre degli edifici. Alla luce di questa nuova prospettiva sono stati quindi avviate dagli organi archeologici competenti, ricerche che stanno portando ad una revisione storica ed economica dell'intera zona. Molte delle grotte che presentano tracce di lavorazione sono infatti da riferire ad una diffusa presenza di attività estrattiva e di ricerca del Lapis Specularis protrattasi per diversi secoli. Sebbene molte cavità naturali della Vena del Gesso, anche di difficile accesso, siano state frequentate fin dalla protostoria, e utilizzate in alcuni casi come luoghi di sepoltura o a scopo cultuale, molte interpretazioni di siti, tracce individuate e record stratigrafici dovranno essere oggetto di revisione e le ipotesi interpretative integrate alla luce dell'attività di ricerca ed estrazione dei grandi cristalli di gesso secondario nonché di un loro possibile legame con i siti cultuali stessi. 

### Il castello di Rontana
Sulla vetta del Monte Rontana sono presenti alcuni ruderi del vecchio castello di Rontana. Le origini storiche ed architettoniche di questa fortezza risalgono al 973, quando era di proprietà di Ugone di Rontana. Nel 1201 venne conquistato dai Forlivesi e dopo 8 anni tornò in mano ai Faentini. Nel 1291 era di proprietà dei Manfredi e fino al 1500 fu al centro di numerose contese per il controllo del territorio da parte delle principali famiglie signorili della Romagna, che trasformarono l'aspetto del villaggio fortificato in una potente rocca. Nel 1591, papa Gregorio XIV lo fece distruggere, essendo rifugio di una grossa orda di briganti.
Una recente campagna di scavi avviata nel 2007 ha portato alla luce nuovi elementi che arricchiscono e delineano la struttura e la mappa del sito archeologico.
Le scoperte hanno permesso di osservare diversi ambienti del villaggio come il cortile dell'area signorile sulla sommità dell'insediamento, ampi tratti delle mura difensive del castello medievale, una massiccia torre trecentesca e alcune abitazioni. Sul versante est sono emersi i resti di una fortificazione in legno, traccia del primo impianto del castello. La scoperta di alcuni reperti in ceramica consentono inoltre di caratterizzare ancora meglio gli aspetti della vita quotidiana del sito nelle sue prime fasi di vita.
Oggi il sito di Rontana è una delle più importanti zone archeologiche del Parco della Vena del Gesso Romagnola.

## Carsismo e speleologia

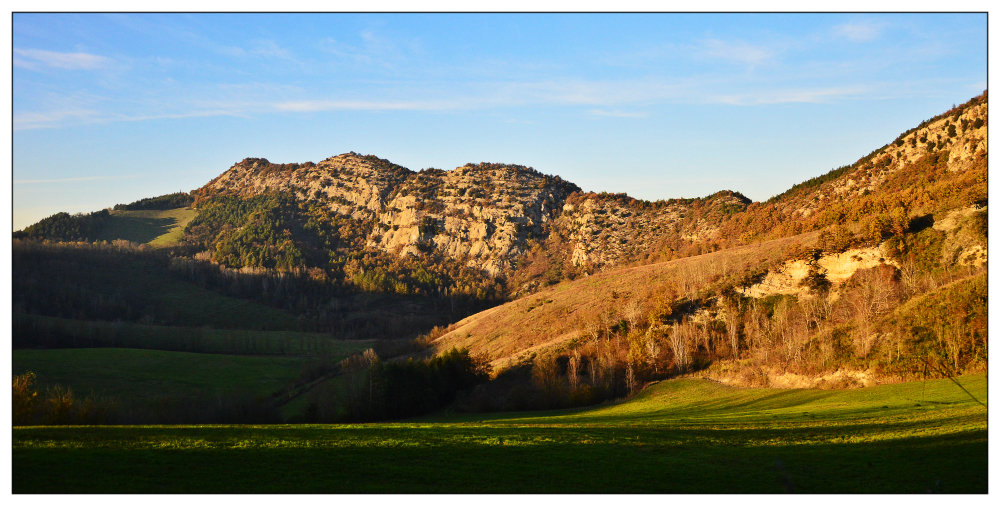
Valle cieca del Rio Stella

La vera peculiarità della Vena del Gesso non è tanto il minerale, quanto le grotte. Camminando lungo gli affioramenti gessosi ci si imbatte in grandi e piccole depressioni chiuse: sono le valli cieche e le doline, gli elementi più caratteristici del paesaggio carsico della Vena del Gesso. Le doline sono piccoli o relativamente grandi affossamenti (da pochi metri di diametro e profondità, fino a valori di quasi 500 m di diametro e più di 100 di profondità) dalla classica forma a imbuto, prodotte dalla dissoluzione chimica della roccia da parte delle precipitazioni meteoriche. Quando l'acqua incontra la roccia carsificabile, in questo caso il gesso, estremamente solubile, sul fondo delle doline si aprono per erosione uno o più inghiottitoi, generalmente cavità sub-verticali, in cui si riversano tutte le acque piovane raccolte dall'avvallamento, formando una cavità.
Lo stesso fenomeno si verifica nelle valli cieche in proporzioni decisamente maggiori: nella Vena del Gesso sono presenti due importanti esempi di valle cieca: la valle della Tana della Volpe (ER RA 102), nei pressi di Brisighella, al Parco museo geologico del Monticino e la più grande valle cieca del Rio Stella (ER/RA 385), chiusa dall'imponente dorsale gessosa fra Monte Mauro e Monte della Volpe. In entrambi i casi è possibile percorrere l'intero tratto ipogeo delle acque, principalmente a sviluppo sub-orizzontale, dal punto di inghiottimento delle acque fino alla risorgente, dalla parte opposta dell'affioramento gessoso.

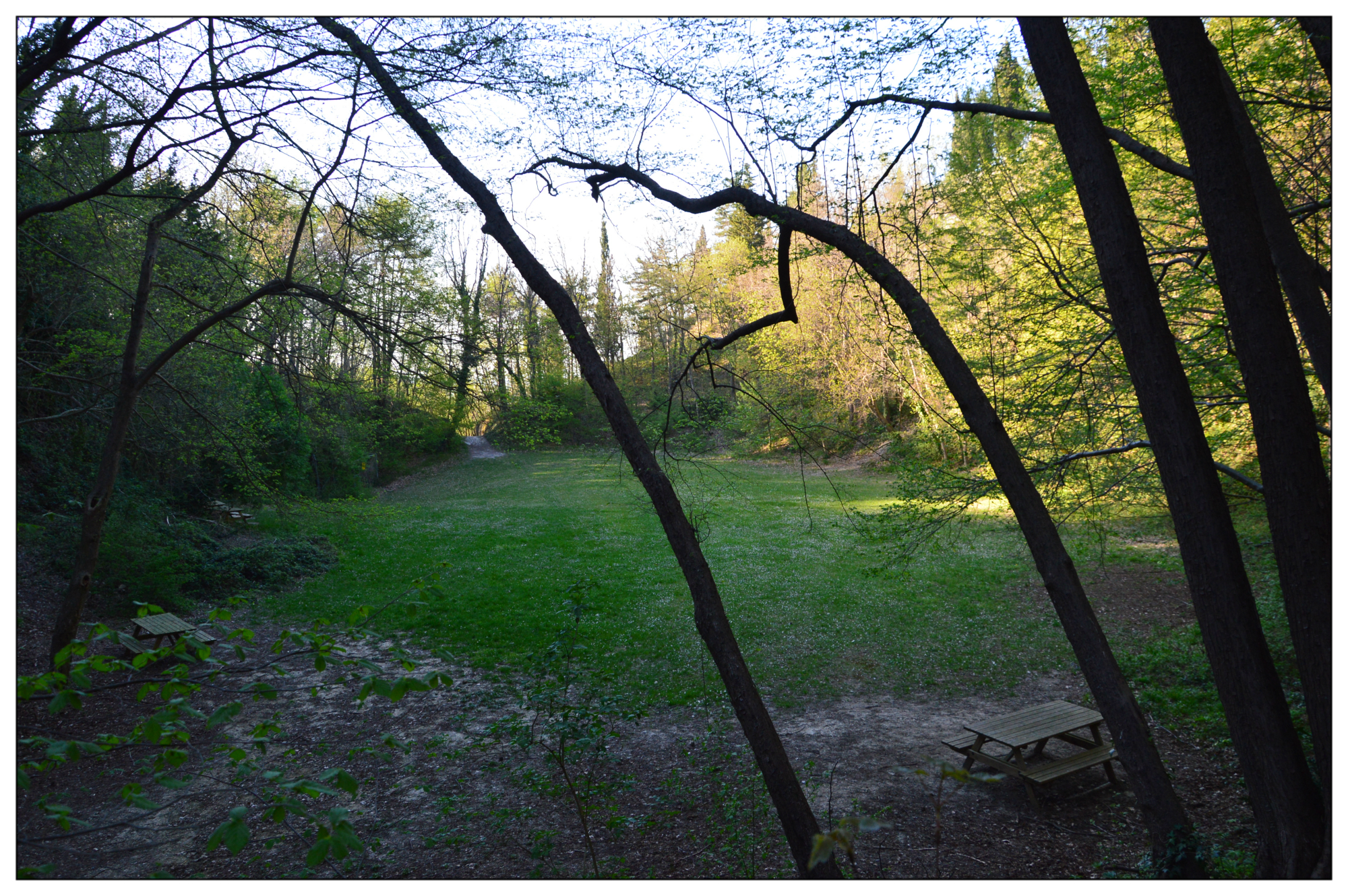
Dolina dell'Abisso Faenza, presso il parco Carnè; in fondo a sinistra si nota l'inghiottitoio

### I sistemi carsici
Grazie alla presenza di varie doline e valli cieche, l'acqua di superficie viene drenata e convogliata in profondità dove alimenta il torrente sotterraneo (nei casi delle grotte così-dette, attive) che scorre lungo gallerie, pozzi, cunicoli, meandri, sifoni ed altri ambienti ipogei anche non accessibili all'uomo ed infine, dopo aver raccolto eventuali affluenti, torna a giorno dalla risorgente posta a valle della formazione carsica. In generale questo fenomeno viene definito sistema carsico, quindi un insieme di grotte idrologicamente collegate tra loro.
Nella Vena del Gesso sono presenti diversi sistemi carsici di notevole importanza, il cui sviluppo supera il chilometro come:

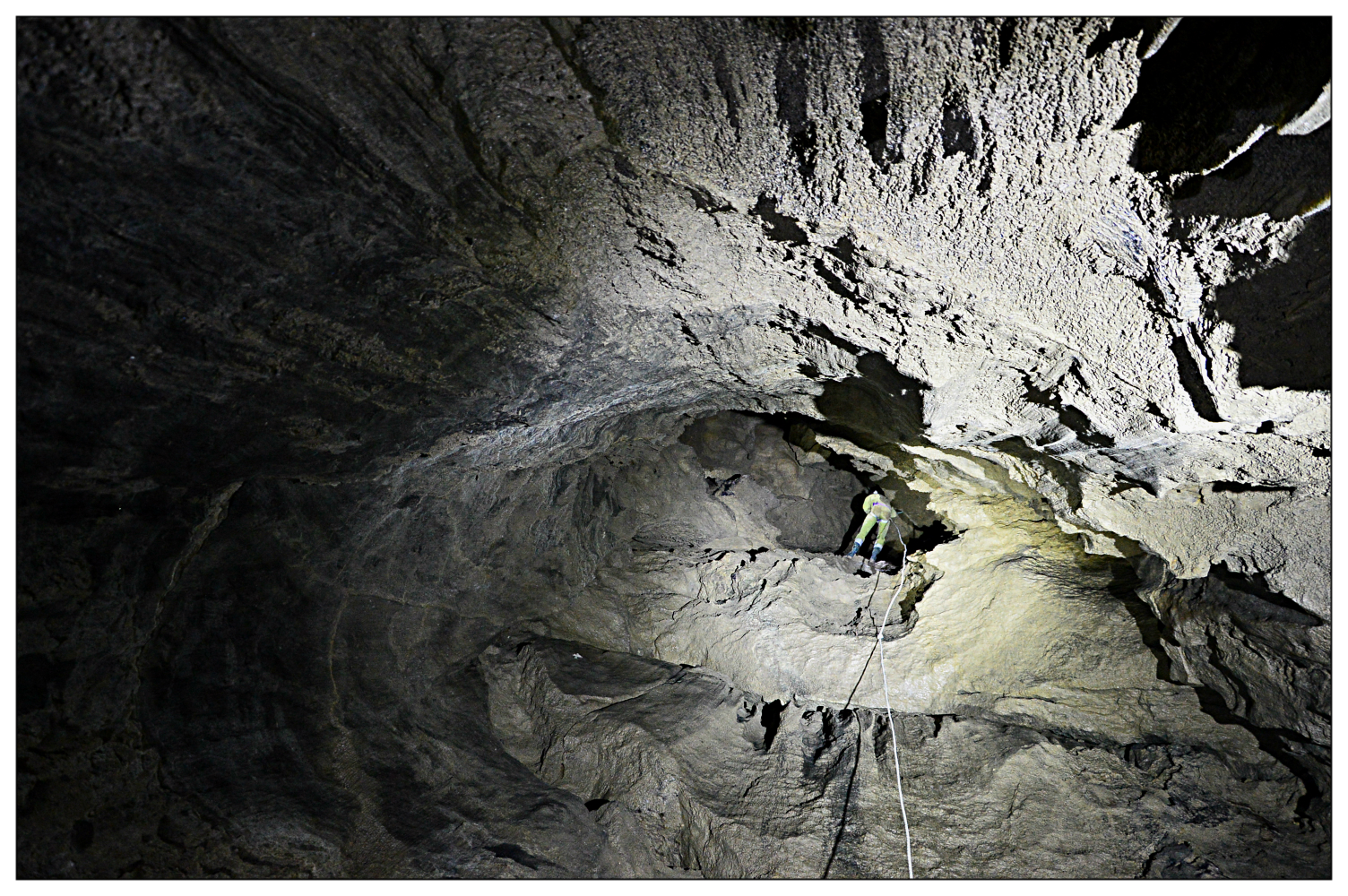
Speleologo scende un pozzo in una grotta della Vena del Gesso (Abisso Peroni)

- Sistema carsico della Tanaccia[73][74]: nei gessi di Brisighella, è composto da otto cavità: Buco del noce (ER-RA 107), Abisso Acquaviva (ER RA 520) collegato nel giugno del '94 con la Grotta Rosa-Saviotti (ER RA 106), Grotta G. Leoncavallo (ER RA 757) collegata alla Grotta Alien (ER RA 578), Grotta Biagi (ER RA 116), Grotta Brussi (ER RA 380) collegata da uno stretto e bagnato laminatoio alla Tanaccia (ER RA 114) ed infine, l'effettiva risorgente a valle, Buchi del Torrente Antico (ER RA 115). Uno sviluppo totale che supera i 2 km.
- Sistema carsico dei gessi di Rontana e Castelnuovo[75]: si sviluppa a ovest dei gessi di Brisighella, in località Castelnuovo; rappresenta nella Vena del Gesso un esempio di collettore ipogeo attivo raggiungibile in tratti diversi del suo percorso attraverso grotte a sviluppo prevalentemente verticale. Nel marzo del 1968 il Gruppo speleologico Faentino effettuò una colorazione con fluoresceina dell'Abisso Fantini (ER RA 121), posto poco sotto la vetta di Monte Rontana a quota 426 m s.l.m.m, osservando l'uscita dell'acqua colorata alla Risorgente del Rio Cavinale (ER RA 457), 160 m s.l.m.m, ad una distanza lineare di circa 1,8 km. Si constatò quindi che tutta l'area del parco Carnè, da Monta Rontana fino a Castelnuovo rappresenta il bacino di un unico grande collettore, le cui grotte conosciute vantano uno sviluppo complessivo di circa 4 km. È composto da più di 47 cavità fra cui, le più importanti partendo da monte sono: Abisso Fantini (ER RA 121), collegato da una stretta condotta semi allagata all'Abisso Garibaldi (ER RA 528), Abisso Faenza (ER RA 399), Abisso Carnè (ER RA 376), più a valle Abisso Mornig (ER RA 119), Abisso Peroni (ER RA 627), collegabile "a vista" con la Risorgente del Rio Cavinale (ER RA 457).
- Sistema carsico Stella-Basino-Luciano Bentini[76][77][78]: fra Monte Mauro e Monte Tondo, alimentato dall'omonima valle cieca, il Rio Stella penetra in profondità sotto il bastione di gesso tramite un inghiottitoio (Inghiottitoio Rio Stella (ER RA 385)), formando così una "grotta di attraversamento" dalla lunghezza lineare di circa 1,5 km completamente percorribile, anche se con notevoli difficoltà, fino alla Risorgente del Rio Basino (ER RA 372) a quota 159 m. È il più importante traforo idrogeologico carsico nei gessi messiniani della "Vena del Gesso". Nel tratto sotterraneo il Rio Basino riceve un importante affluente sulla destra idrografica: si tratta delle acque provenienti dall'Abisso Luciano Bentini o F10 (ER RA 738) che si apre nella zona di Monte Mauro a quota 400 metri sul livello del mare. Grazie alla colorazione delle acque si verificò l'effettivo collegamento fra queste due grotte (anche se il "passaggio umano" deve ancora essere effettivamente scoperto), per uno sviluppo totale che supera i 5 km, risultando una delle esplorazioni più lunghe ed impegnative dell'intera Vena del Gesso.
- Sistema carsico della Grotta del Re Tiberio[79][80]: su Monte Tondo; parte delle grotte di questo sistema sono state intercettate dalle gallerie della cava e spesso la circolazione sotterranea delle acque è stata deviata. È composto da 5 principali cavità, partendo dalla più a monte, l'Abisso Mezzano (ER RA 725), Abisso Tre Anelli (ER RA 735), Inghiottitoio del Re Tiberio (ER RA 739), Abisso 50 (ER RA 826) collegato con la Grotta del Re Tiberio (ER RA 36). La colorazione delle acque dall'Abisso Mezzano ha permesso di constatare la connessione di queste grotte fino alla risorgente sotto la Grotta del Re Tibero, per uno sviluppo totale di quasi 6 km.
- Sistema carsico dei Crivellari[81][82]: situato più a est, sempre su Monte Tondo, è rimasto intoccato dalle attività della cava; È composto da 6 principali cavita: Buca Romagna (ER RA 734), Grotta grande dei Crivellari (ER RA 398), Grotta Enrica (ER RA 704), Grotta uno di Cà Boschetti (ER RA 382), Grotta due di Cà Boschetti (ER RA 383) ed infine la Risorgente a ovest di Cà Boschetti (ER RA 538). Anche in questo caso la colorazione delle acque ha permesso di constatare l'unione sotterranea delle grotte per uno sviluppo di più di 2 km.
- Sistema carsico di Monte del Casino[83]: sulla sinistra del Senio, nei Gessi di Monte del Casino e di Tossignano (474 m), è una tra le maggiori strutture carsiche della Vena del Gesso. Composto da sette principali grotte(Abisso Antonio Lusa (ER RA 620), Inghiottitoio a Ovest di Ca’ Siepe (ER RA 365), Pozzo a Ovest di Ca’ Siepe (ER RA 130), Buco II di Ca’ Budrio, Inghiottitoio presso Ca’ Poggio (ER RA 375), Grotta Lanzoni (ER RA 619) e Risorgente del Rio Gambellaro (ER RA 123)) ha uno sviluppo che supera i 4 km.

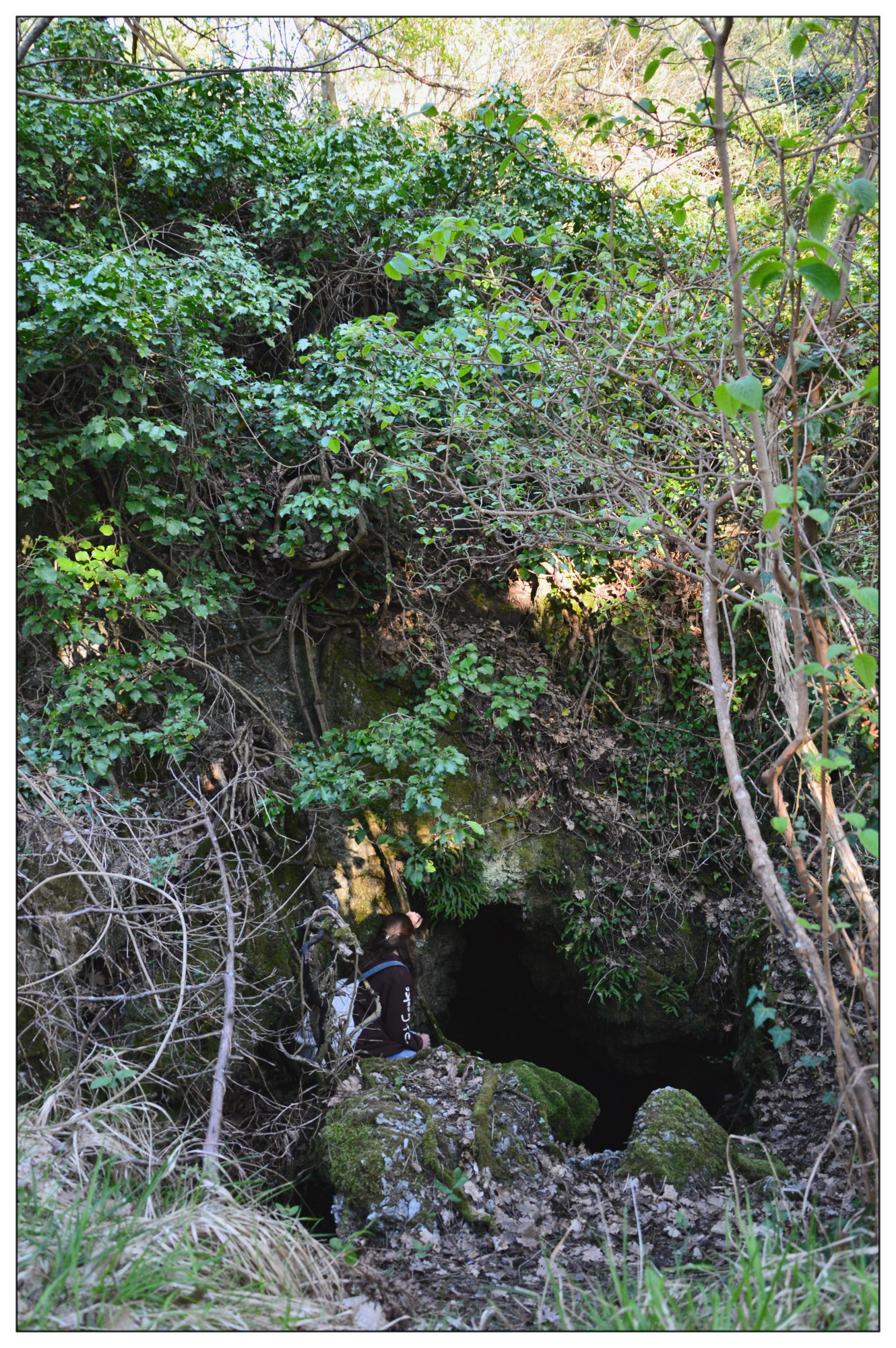
Ingresso di una grotta presso il rifugio Carnè

### Le grotte
Nella Vena del Gesso sono state scoperte oltre duecento grotte, per una lunghezza totale di sviluppo che supera i 40 km.
Alcune fra le più importanti sono:

#### Grotta del Re Tiberio (ER RA 36)
Di formazione carsica (risorgente fossile), la grotta consta di un vano d'ingresso che porta ad una sala circolare di circa 15 metri di diametro (la "sala gotica"), ed è caratterizzata da un esteso sistema di gallerie e cunicoli. L'interpretazione circa l'origine e la datazione del toponimo Tiberio attribuito alla grotta appare di difficile soluzione. Negli anni sono state proposte numerose teorie. Tra queste l'interpretazione secondo cui il fiume Senio, che scorre nel fondovalle, fosse denominato anticamente Tiberi. Da cui Il nome attuale sarebbe una corruzione dell'idronimo, avvenuta nell'Alto Medioevo, quando il latino cessò di essere la lingua parlata. Altre interpretazioni si rifanno ad un presunto limes tiberiaco, legato in questo caso all'imperatore bizantino Tiberio II. Una ipotesi recente lega invece l'accostamento della grotta con la figura di Tiberio ad una riscoperta moderna delle fonti classiche e delle narrazioni legate a questo imperatore da parte degli storici romani Tacito e Svetonio..
La grotta, conosciuta e frequentata da sempre dagli abitanti dei vicini paesi fu oggetto a metà Ottocento di un nuovo interesse legato alle nascenti scienze geologiche e alla nuova archeologia stratigrafica. Il geologo imolese Giuseppe Scarabelli, in questa prospettiva la fece oggetto di una serie di campagne di studio e scavo. Si devono sempre a Scarabelli una serie di sezioni geologiche del sito nonché il primo rilievo strumentale della prima parte della grotta fino alla sala gotica. 
Al suo interno sono state ritrovate tracce di presenza umana sin dall'Età del Rame (III millennio a.C.). Fu utilizzata come luogo di sepoltura. La presenza di acque salutari che filtrano all'interno ne fece anche una sede per riti di culto. I reperti rinvenuti nella Grotta (ossa umane e suppellettili) sono oggi conservati al museo civico d'Imola e alla Rocca di Riolo Terme.
Dal 10 maggio 2014 la Grotta è tornata interamente visitabile dopo un lavoro di recupero iniziato nel 2002.

#### Grotta Tanaccia (ER RA 114)
Di formazione carsica, è la risorgente attiva dell'omonimo sistema carsico. 

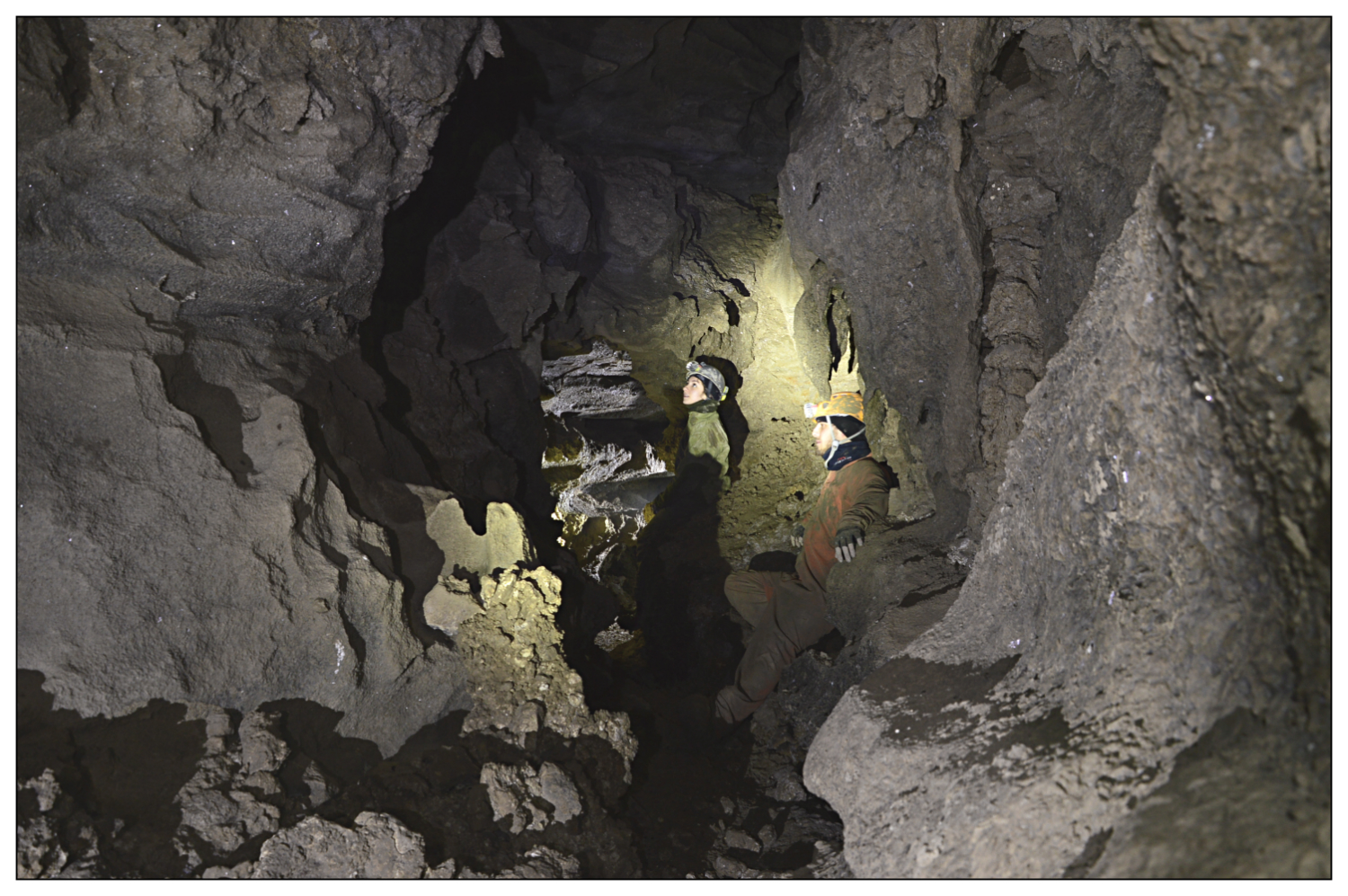
Ampio meandro nella Grotta Leoncavallo presso Brisighella

L'ingresso si trova due km a ovest di Brisighella, poco distante dal Parco del Carnè. Di notevole importanza sia naturalistica che archeologica, è considerata una delle più importanti grotte della Vena del Gesso Romagnola. 
Si apre a 200 metri di altitudine con un vasto ambiente dove si concentrano rinvenimenti archeologici. Studi sui reperti fanno ritenere che il sito sia stato utilizzato fin dagli inizi dell'Età del bronzo a scopo prevalentemente funerario.
Nel maggio 1958 gli speleologi faentini scoprirono la "via" per accedere ai rami ipogei attivi. Come la maggior parte delle grotte nel gesso, anche la Tanaccia presenta poche concrezioni calcaree; in compenso sono molto interessanti le osservazioni speleo-genetiche di morfologia carsica ipogea. Caratteristici i fenomeni erosivi alle pareti ed al tetto delle gallerie e delle sale, fra cui le principali sono: la Sala delle Sabbie, ricca di pendenti di gesso (pseudo-stalattiti di erosione), il grande Salone di crollo, la Sala del Laghetto, parzialmente concrezionata, ed infine la Sala Piatta, prodotta in seguito ad un ampio "scollamento" di due banchi gessosi.
È possibile visitarla tutti i giorni dal 1º aprile al 30 ottobre - con esclusione del periodo invernale - per tutelare il letargo dei pipistrelli.

#### Grotta Luciano Bentini o F10 (ER RA 738)
Così chiamata in quanto scoperta durante ricerche a tappeto nella zona di Ca’ Faggia, nell’ambito delle quali ogni nuova cavità individuata veniva battezzata con l’iniziale della località di riferimento, seguita da un numero progressivo, è fra le più famose cavità della Vena del Gesso in quanto detiene un primato: risulta una delle grotte più profonde al mondo nei gessi. Si apre in una piccola dolina posta nella zona più occidentale di Monte Mauro, appena prima della sella di Cà Faggia. Venne disostruita nel 1990 da alcuni membri del Gruppo Speleologico Faentino dopo diversi scavi. Grazie alle varie esplorazioni si è scoperto che l'abbondante acqua del torrente attivo della grotta sfocia nel tratto ipogeo del Rio Basino, dopo circa 250 m di dislivello. Avendo un bacino di assorbimento abbastanza grande e complesso, l'abisso Luciano Bentini costituisce il collettore della zona fra Monte Mauro e la sella di Cà Faggia. Ancora oggi è in fase di esplorazione.

## Punti di interesse

### Monte Mauro

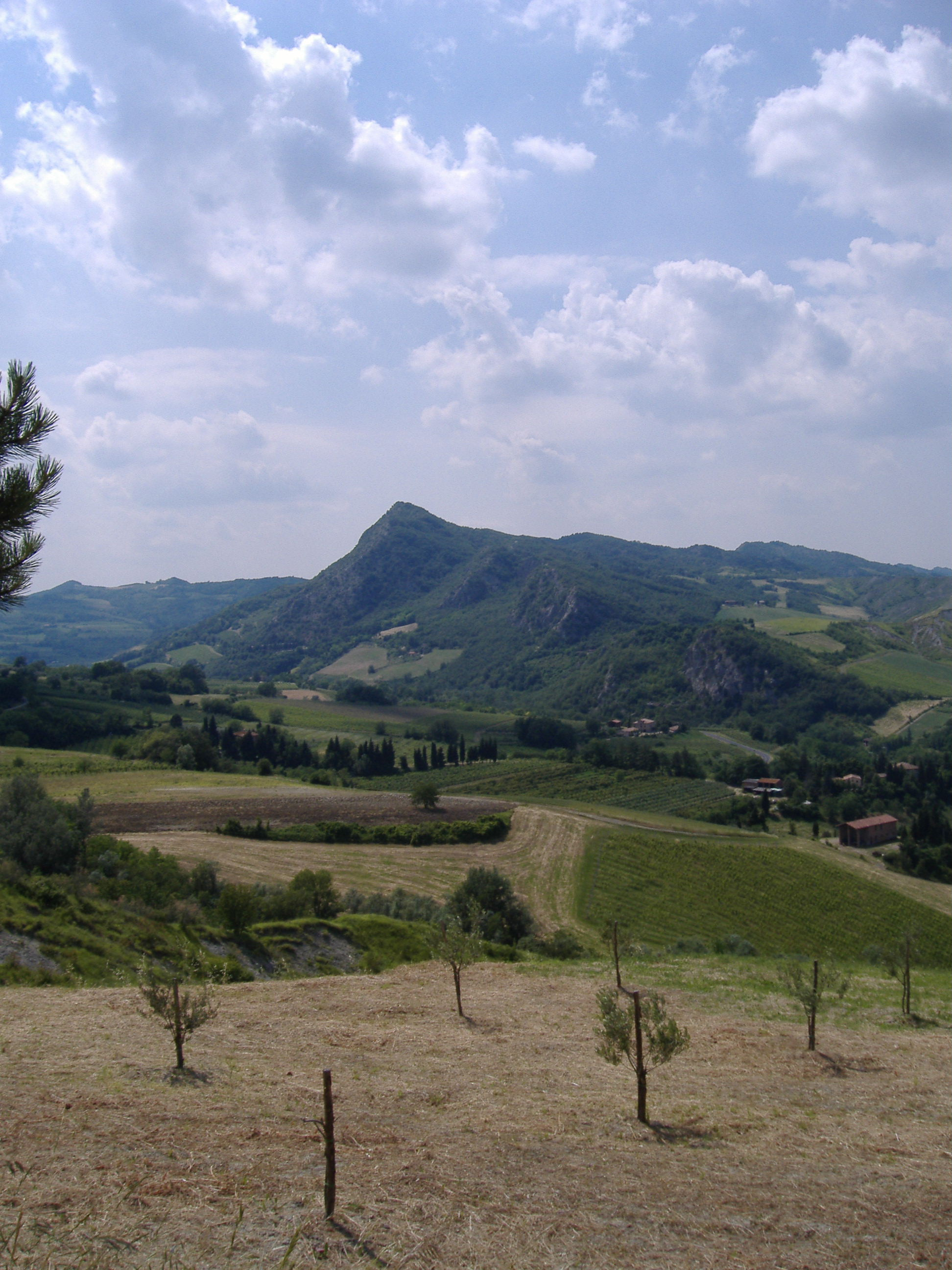
Il Monte Mauro

Monte Mauro è la cima più elevata della Vena del Gesso romagnola (515 metri) ed il sito di maggiore interesse speleologico, naturalistico e paesaggistico del Parco.
Il monte presenta 3 cime che sono incastonate in un vasto e selvaggio sistema di rupi e di doline, fittamente ricoperte da vegetazione arbustiva e arborea; la maestosa rupe meridionale presenta spettacolari panorami e interessanti popolamenti vegetali rupicoli.
La presenza di numerose grotte rende il sito di Monte Mauro uno dei luoghi di maggiore interesse per la speleologia nel parco; oltre al sistema carsico "Stella-Basino-Bentini" sono presenti più di 70 cavità ed altrettante doline.
Presso la cima di Monte Mauro si trova l'antica Pieve di Santa Maria in Tiberiaco. L'edificio, ricostruito più volte durante i secoli, ha origini remote. La chiesa in età contemporanea ha assolto le funzioni di chiesa parrocchiale per la comunità di Monte Mauro. Con la progressiva emigrazione avvenuta nel secondo dopoguerra, che ha ridotto la popolazione residente nell'area, l'edificio ha perso il suo ruolo ed è stato abbandonato per alcuni decenni. A partire dagli anni novanta del XX secolo, il processo si è invertito ed il luogo è stato progressivamente ricostruito grazie agli sforzi di un gruppo di fedeli. Attualmente la chiesa è divenuta un luogo di ritiro e preghiera, particolarmente legato al culto mariano. Durante l'anno vi si tengono diversi pellegrinaggi a piedi, nonché due feste in occasione del Lunedì dell'Angelo e del festività dell'Assunta, il 15 agosto. Gli eventi sono occasione per la rituale benedizione della Romagna, impartita proprio da una delle cime di Monte Mauro. La cerimonia in parte si ricollega alle tradizionali pratiche e benedizione impartite durante le rogazioni già praticate anche a Monte Mauro.
Da Monte Mauro partono vari sentieri che offrono itinerari di estrema bellezza e particolarità; un percorso ad anello di 11 km (circa 6 ore di cammino) aggira il monte ed interessa l'intero affioramento tra le valli dei Torrenti Sintria e del Senio, in un percorso che è il più completo e affascinante del Parco e permette di scoprirne tutti gli aspetti salienti.

### Centro Visite Rifugio Ca' Carnè
Il centro visite sorge presso il Parco naturale attrezzato Carnè, un'area di proprietà pubblica di estremo interesse paesaggistico e naturalistico nei Gessi di Rontana e Castelnuovo.
Istituito nel 1973 dalla Provincia di Ravenna e dai Comuni di Brisighella e di Faenza si sviluppa in zona collinare sulle pendici del Monte Rontana, in parte occupato da boschi ed in parte da ampi prati, con una superficie totale di 43 ettari. 
Il parco è caratterizzato da un ampio e complesso sistema carsico ipogeo, solo in parte esplorato, che si sviluppa dalla cima del Monte Rontana fino alla risorgente del Rio Cavinale; Numerose cavità carsiche si aprono nelle doline, la maggior parte di queste a sviluppo prevalentemente verticale e profondi come gli abissi Fantini e Garibaldi, sotto il Monte di Rontana (cima panoramica pure di pertinenza del Parco) e, meno profondi, l'Abisso Carnè e l'Abisso Faenza.
Il paesaggio di superficie è modellato da un carsismo ugualmente intenso. Numerose doline si susseguono in direzione Nord-Ovest, verso la risogente; non mancano forme di dissoluzione, tra le quali splendide erosioni a candela.
La flora arborea può vantare la presenza, accanto ai consueti carpino nero, orniello e roverella, di specie più rare: l'acero minore, il tiglio selvatico e il raro borsolo.
Il Parco prende il suo nome dalla casa (Ca' Carnè) che è in grado di garantire un pernottamento ad una trentina di persone; all'interno dell'edificio è allestita una piccola sezione di documentazione didattica.

### Le cave di gesso

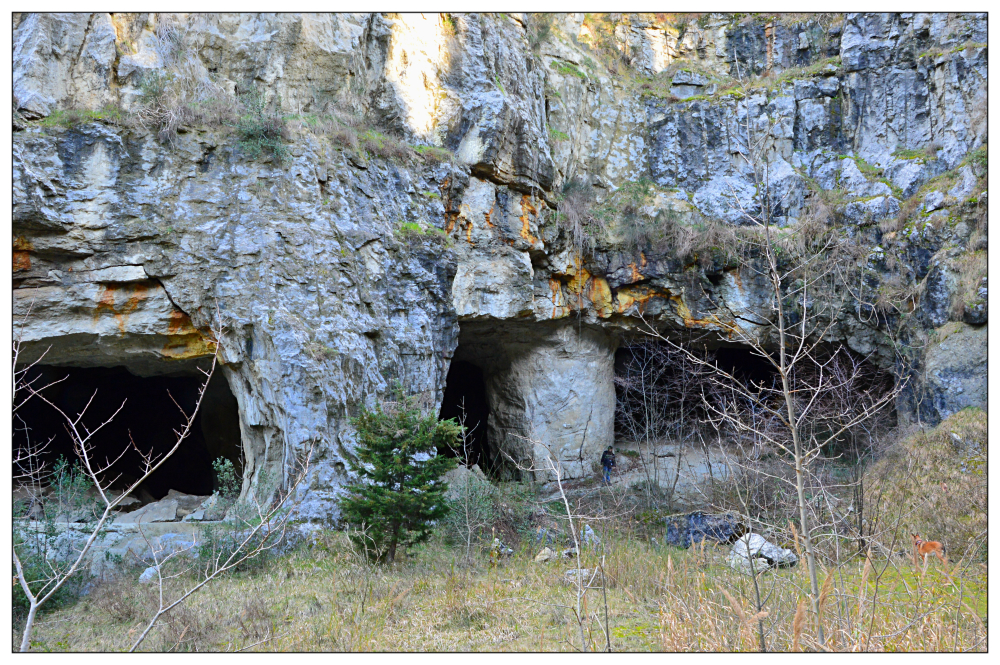
Vista esterna della vecchia cava di gesso Marana.

Nell'età moderna l'utilizzo del gesso per l'edilizia è proseguito nel territorio faentino e imolese, come dimostrano molti edifici attorno alla Vena del Gesso.
Nella Cronaca di Giovanni Andrea Calegari (1504) si legge che vi erano "montagne di gesso, che cotto e pesto serve mirabilmente per fabbricare case [ ... ]; et travagliandovi molta povera gente ne l'esercitio di cuocerlo al forno et ridurlo in polvere, ne tengono fornita non sola la valle, ma Faenza et Ravenna con altri luoghi circonvicini, con molto utile per chi lo porta a vendere. "
Attorno a Brisighella era massiccia la presenza di piccole miniere e forni per cuocere e polverizzare il gesso, tanto che prima della seconda guerra mondiale il Prefetto della Provincia di Ravenna emanò dei decreti per impedire la prosecuzione dei lavori di estrazione del minerale che stavano minacciando la stabilità dei tre caratteristici monumenti della città, particolarmente per la Torre dell'Orologio, che era la più in pericolo, con decreto prefettizio del luglio 1926 si vietavano gli scavi entro un raggio di 100 m dalla stessa.
Nel dopoguerra, il maggior utilizzo del gesso in attività come l'edilizia, ma in particolare l'utilizzo in ambito agricolo in relazione alla Rivoluzione Verde, ha portato ad un incremento nello sfruttamento dei principali giacimenti ad opera di complessi industriali. Nello specifico dell'area, lo sviluppo del polo petrolchimico di Ravenna e dell'ANIC portò all'apertura nel 1954 del sito estrattivo di Monte Tondo. L'attività estrattiva ha modificato ed in parte distrutto ambienti unici, come i colli presso il Santuario del Monticino di Brisighella, della Gola di Tramosasso, presso Tossignano, e soprattutto di Monte Tondo (presso Borgo Rivola).
Al termine dei lavori di coltivazione le cave in località fondo Marana e presso il Santuario del Monticino vennero abbandonate lasciando le aree in precarie e pericolose condizioni di instabilità, come dimostrano gli ampi crolli verificatisi sia all'interno delle gallerie che negli affioramenti gessosi sovrastanti le stesse. 

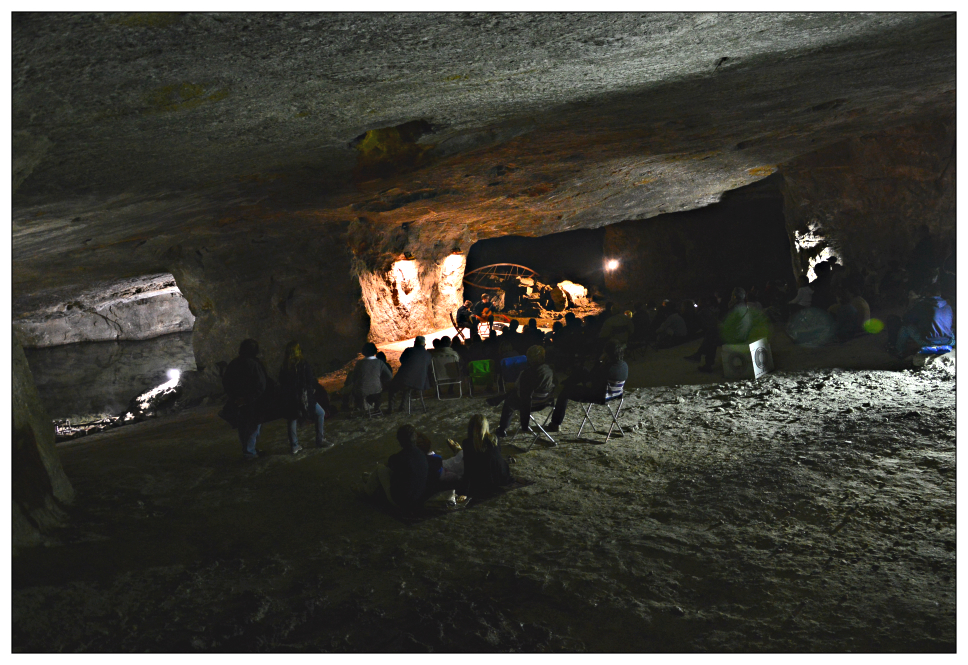
Concerto di chitarre all'interno della Ex Cava Marana

Oggi, grazie a interventi di riqualificazione del territorio, queste zone sono state riprese e valorizzate: la ex cava del Monticino trasformata in un museo geologico all'aperto, mentre all'interno dell'ex cava Marana vengono organizzati suggestivi concerti e mostre di opere d'arte. Ai giorni nostri, l'estrazione è ancora praticata solo nella grande cava dell'area di monte Tondo, nei pressi dell'abitato di Borgo Rivola.

### Parco museo geologico del Monticino
Nel 1987, dopo gli importanti ritrovamenti paleontologici, Gian Battista Vai dell'Università di Bologna propose di trasformare l'area degradata dell'ex cava del Monticino in un museo geologico all'aperto. Nel 2001 è stato stabilito un primo accordo fra la Regione Emilia-Romagna e il Comune di Brisighella per iniziare i lavori di intervento tesi alla fruizione dell'area. Nel 2004 è stato varato un piano di recupero turistico-ambientale dell'area, di 14,5 ettari, per permettere l'accesso al pubblico e per valorizzarne l'importanza ambientale e scientifica. Fra il 2005 e il 2006 il progetto è stato realizzato.
Oggi il parco museo geologico del Monticino è un sito di riferimento della comunità geologica internazionale per lo studio delle evaporiti messiniane, della geologia dell'Appennino romagnolo e della paleontologia. All'interno della cava si può ammirare il paesaggio carsico dove spiccano la valle cieca e l'inghiottitoio della Tana della Volpe, oltre ad alcune doline che costituiscono un micro-habitat per piante poco comuni nell'Appennino Romagnolo.

### Altri luoghi
Altre mete da raggiungere sono: il monte Penzola (sulla sinistra del Santerno, 409 m: sulla sua sommità svetta un'alta croce di ferro) e i ruderi della rocca di Tossignano, che offrono punti di osservazione interessanti sui banconi gessosi.
Ulteriori centri visite e strutture attrezzate sono presenti nel parco: il centro visite "I Gessi e il Fiume" o Centro visite Palazzo Baronale a Tossignano, il centro didattico "La Casa del Fiume" e il Giardino delle erbe di Casola Valsenio. Il centro visite "I Gessi e il Fiume" è stato trasferito a "La Casa del Fiume"..
Ad ottobre 2022 sono stati inaugurati il Museo geologico del Palazzo Baronale (o Museo geologico della Vena del Gesso Romagnola) e il Centro visite e museo sul carsismo e la speleologia.
Nella Rocca Manfrediana di Brisighella, il Museo l'Uomo e il gesso ripercorre nel corso dei secoli il rapporto tra il gesso e le popolazioni locali.
La Vena del Gesso può essere percorsa interamente a cavallo e in mountain bike. Esistono due grandi sentieri di 60 km ciascuno. È presente anche una ciclovia, un percorso di 24 ore; il luogo di partenza e arrivo è la stazione ferroviaria di Brisighella.

#### Sentieri del Parco
- Anello del Carnè (3h)

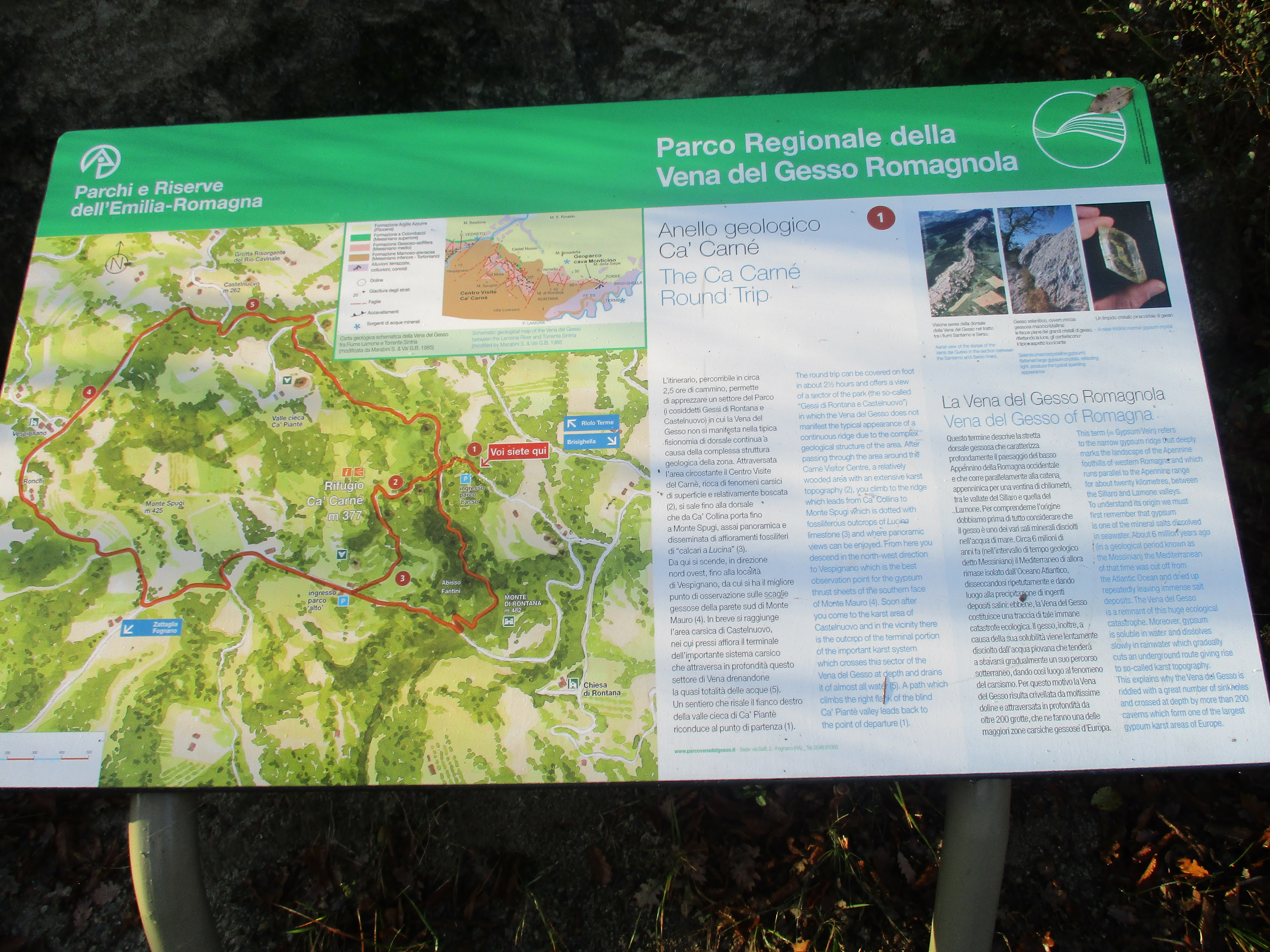
Pannello illustrativo del sentiero geologico del Carnè

- Anello della Riva di San Biagio (8h)
- Anello di Monte Mauro (7h)
- Anello di Monte Penzola (8h)
- Grande traversata della Vena del Gesso (48h)
- Sentiero degli Abissi (2h)
- Sentiero dei Cristalli
- Itinerario urbano sui Gessi di Brisighella (1h)
- Ciclovia dei Gessi (per mountain bike)

L'Alta via dei Parchi passa nella Vena del Gesso Romagnola, dopo Monghidoro fino a Marradi.

#### Sentieri CAI
- Sentiero CAI 505, da Faenza alla Vena del Gesso (5h)
- Sentieri CAI 511 'Luigi Rava' (7h)
- Sentieri CAI 'Luca Ghini', da Casalfiumanese alla Vena del Gesso

Sono inoltre presenti percorsi di Camminata nordica che permettono di raggiungere i luoghi più caratteristici della Vena del Gesso.

## Galleria d'immagini

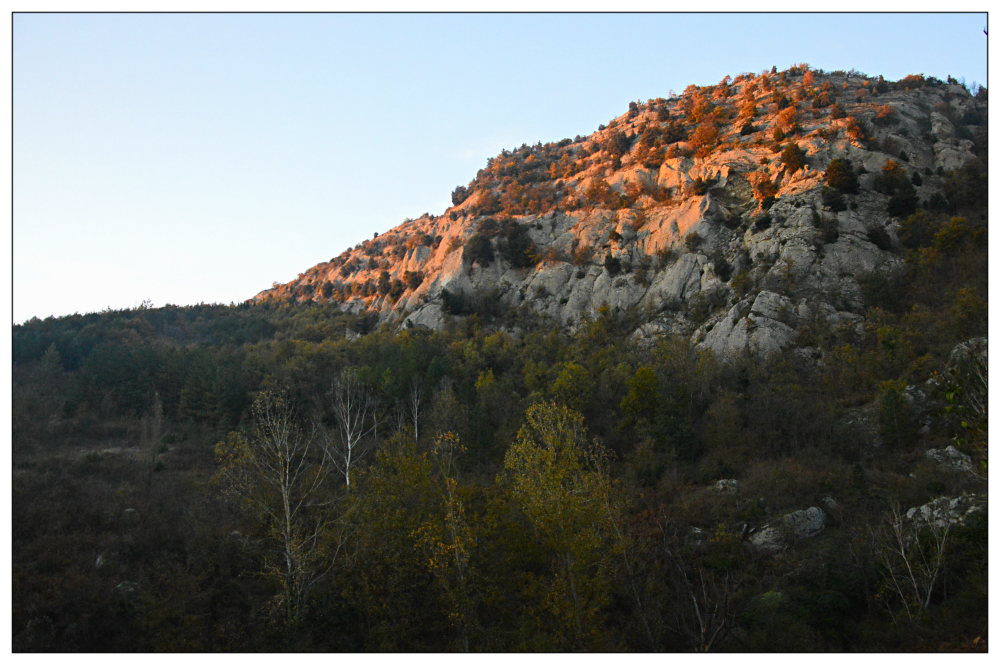
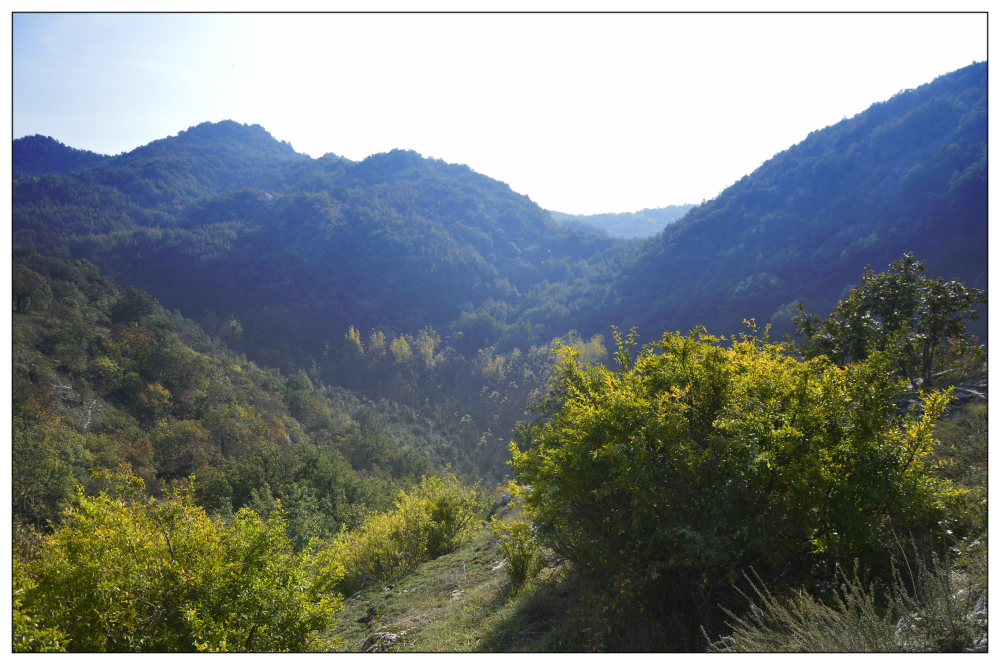
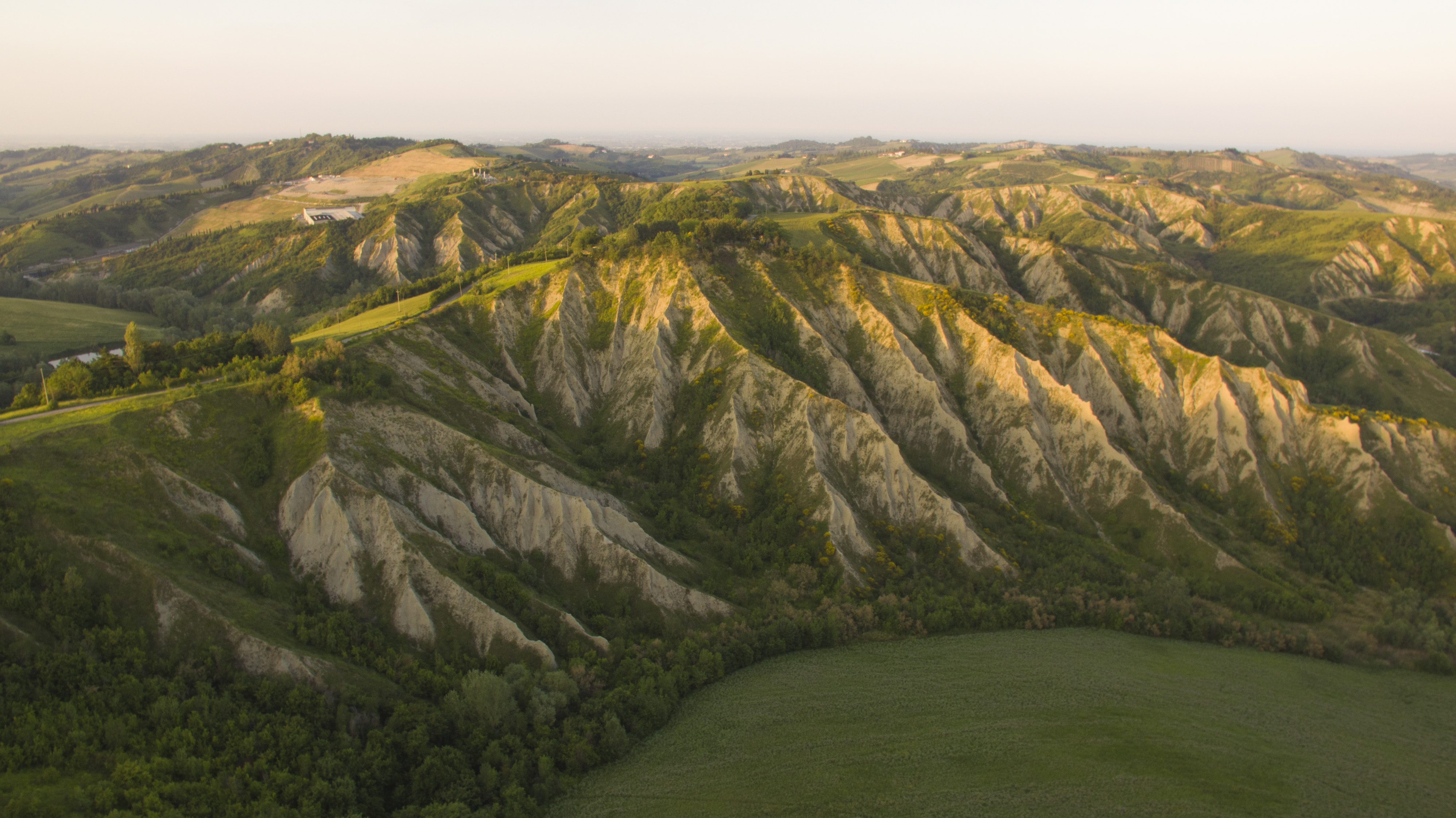
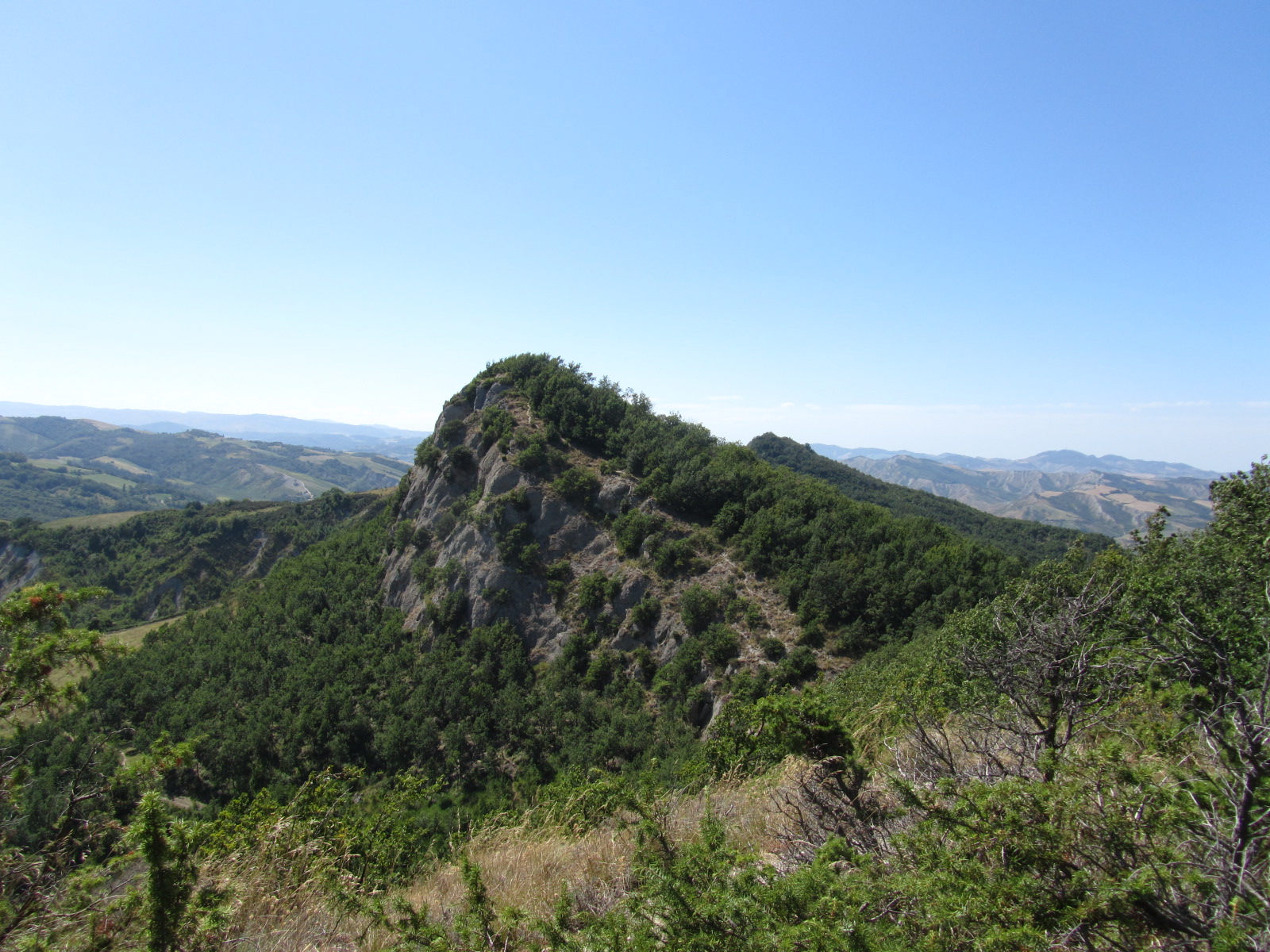